# ЛМ-99
ЛМ-99 (71-134) — російський чотиривісний трамвайний вагон, що виготовлявся Петербурзьким трамвайно-механічним заводом. Перший прототип побудований в 1999 році, серійний випуск почався у 2000-му і завершився в 2-й половині 2008 року. У 2005 році був проведений рестайлінг вагона. Ця версія ЛМ-99 в побуті дуже часто називається «бджілка», через спочатку запропоновану конструкторами жовто-чорну схему забарвлення, більш ранні версії ЛМ-99 з аналогічних причин отримали прізвисько «коник» (зелений окрас). Трамваї ЛМ-99 працюють у Санкт-Петербурзі, Москві, Кемерові, Коломні, Новосибірську, Осинниках, Салаваті, Смоленську, Таганрозі, Усть-Каменогорську, Хабаровську.
Експлуатація даних вагонів у Казані і Комсомольську на Амурі припинена у 2016-2019 роках. У Казані — замінені на 71-407-01 та 71-623, у Комсомольську-на-Амурі — не працюють, у зв'язку з повною зупинкою трамвайного руху у місті, з жовтня 2018 року.
Також було скасовано запланований продаж вагонів в Одеса. Українська сторона, бажаючи перевірити якість вагонів, попросила подати вагон для попередніх випробувань. ПТМЗ вагон не надав, віддавши перевагу взагалі відмовитися від подальшої участі в тендері.

## Історія та модифікації

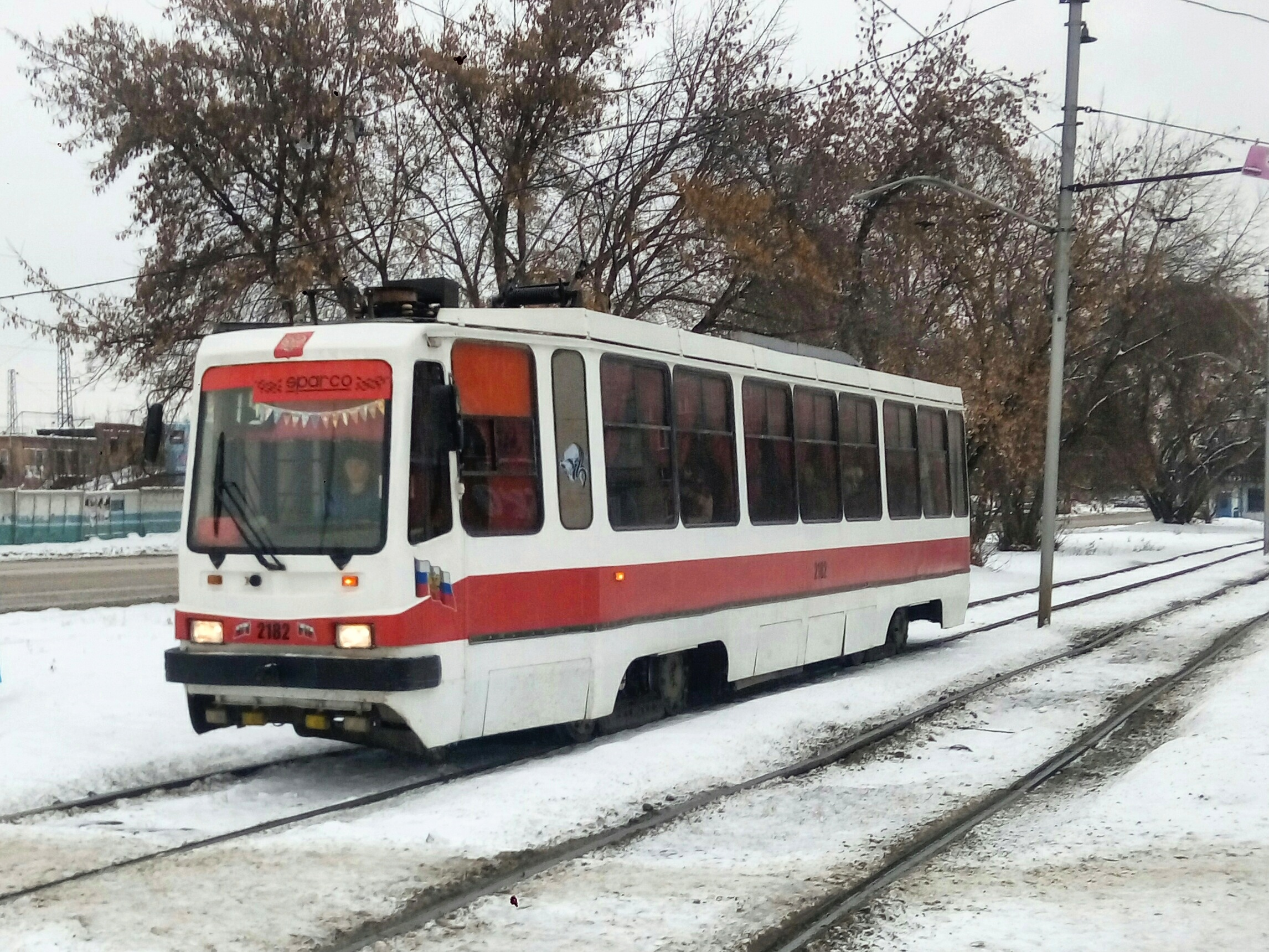
ЛМ-99 в Новосибірську, вид спереду

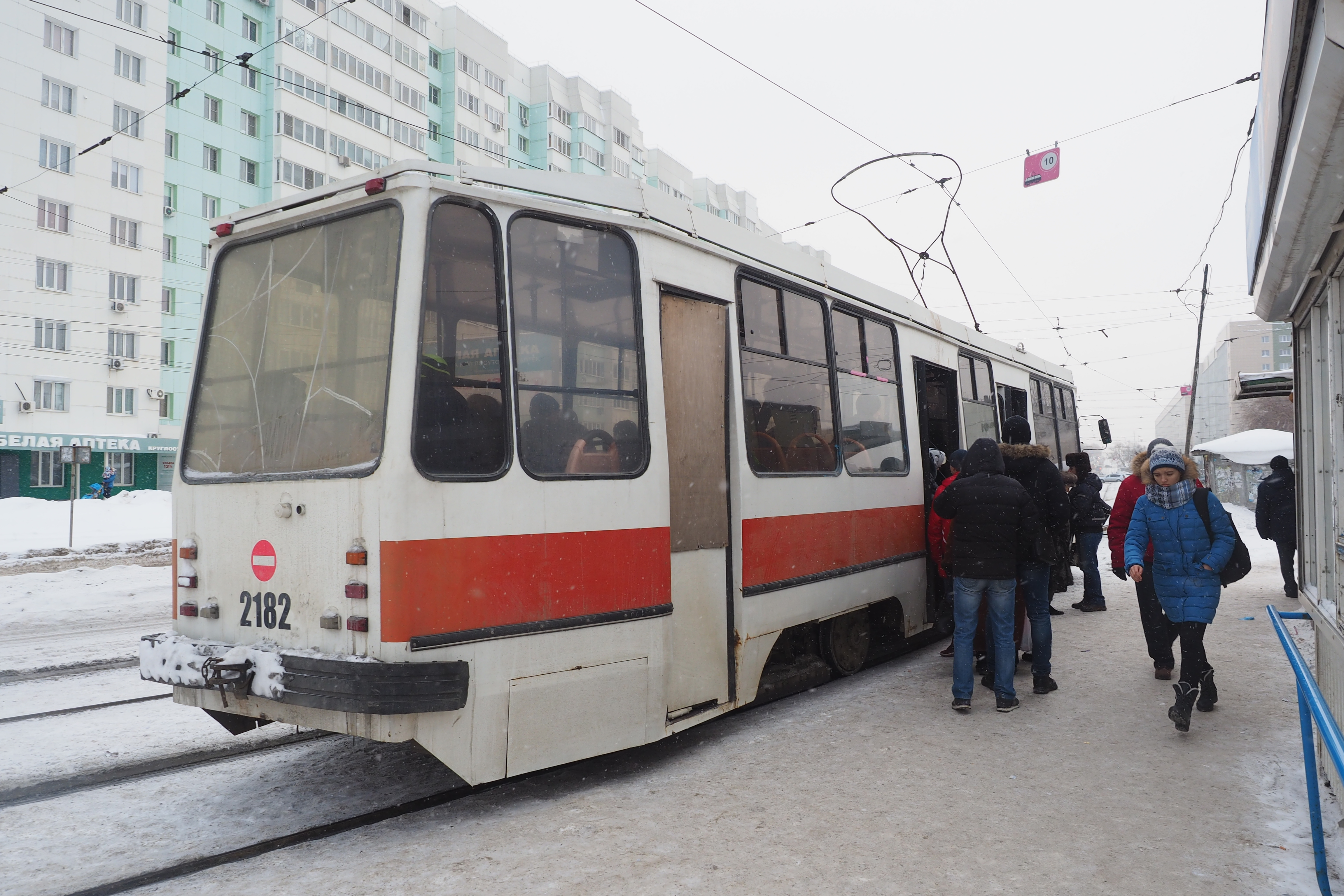
ЛМ-99 в Новосибірську, вид ззаду

### ЛМ-99 досвідчений
У грудні 1999 року на Петербурзький трамвайно-механічний завод Петербурзькому трамвайно-механічному заводі був побудований перший прототип моделі ЛМ-99 з тиристорно-імпульсною системою управління (ТІСУ). Випускалися на заводі ЛМ-93 і ЛВС-97 ранніх модифікацій морально застаріли. На ЛМ-99 встановили нове обладнання, двері, сидіння, кабіну, а також колеса діаметром 710 мм. У серію вагон із ТИСУ не пішов. Єдиний екземпляр експлуатувався в трамвайному парку №3 Санкт-Петербурга, на даний час передано до музею.

### ЛМ-99К
У 2000 почалося серійне виробництво ЛМ-99 з реостатно-контакторною системою керування (РКСК). Повернення до звичного електрообладнання обумовлено відразу кількома причинами: доопрацювання ТІСК, що тривала, відсутність потенційних замовників на вагони з новою системою управління і муніципальне замовлення Санкт-Петербурга на поставку чотиривісних вагонів з РКСК. На вагонах було застосовано електроустаткування від ЛМ-93 із невеликими змінами. Модифікація одержала позначення 71-134К.
Найбільші зміни відбулися в механічній та пневматичній частинах. ЛМ-99К, як і досвідчений ЛМ-99, оснастили новими візками типу 34Т00 з двоступінчастим ресорним підвішуванням та модернізованою пневмосистемою. Зі складу пневмосистеми виключили гальмівний кран, тим самим виключили можливість безпосереднього керування гальмами вагона. У ланцюзі керування вагона введені кола керування гальмівними електропневматичними вентилями, повітророзподільниками дверей та вентилями пісочниць. Важливою особливістю ЛМ-99 стала можливість окремого відкриття кожних дверей з кабіни водія.
Перший вагон навесні 2000 року було передано до Поєднаного трамвайно-тролейбусного парку Санкт-Петербурга. Загалом протягом 2000 року було побудовано 9 таких вагонів, які розподілили між Санкт-Петербургом, Казанню та Осинниками. У 2001 р. збільшилися темпи виробництва, вагони стали надходити в інші міста. У червні 2001 року замість пневматичних склоочисників на вагони почали встановлювати склоочисники з електроприводом. На замовлення Коломни в салонах стали встановлювати сидіння за схемою 2+1. На вагоні зав. № 021 було встановлено модифіковані візки з діагональною тягою для збільшення жорсткості рами візка, який погіршив доступ до гальмівних колодок. У зв'язку з великою кількістю випадків зламу моторних балок у Коломиї на всіх вагонах візки були замінені на тип 11Т00, а з 2002 року на заводі відмовилися від застосування візків 34Т00. На вагонах із зав. № 038 замість алюмінієвого молдинга по верху спідниці застосували гумометалевий.
У вересні 2002 року було збудовано вагон (зав. № 055) без пневматичного обладнання, який отримав тип 71-134КЕ. На цьому вагоні як привод механічних колодкових гальм застосовані соленоїди виробництва УКВЗ, крім того, змонтований електропривод дверей та пісочниць. Для випробувань вагон надійшов до Поєднаного трамвайно-тролейбусного парку м. Санкт-Петербурга. З цього вагона на ЛМ-99К стали встановлювати змінені лобові маски з вклеєними склами. Вагони із зав. № 055, 060—063 побудовані з дверима на кшталт вагона ЛМ-2000. На вагонах із зав. № 064 і 065 замість штатного чотириважільного пантографа встановили струмоприймач ТПБ 00.00, із зав. № 087 встановлюється серійно.
На вагоні зав. № 083 нижній обв'язувальний пояс кузова виконали у площині борту з посиленим каркасом та трапецієподібними вирізами під візки. Серійно такий кузов стали виконувати з вагона зав. № 099. У серпні 2003 року було збудовано вагони 71-134КЕ зав. № 082, 083 зі зміненим розташуванням дверей. Перші двері були виконані двостулковими, при цьому одна її половина виходила в кабіну водія, інші в пасажирський салон. Задні двері навпроти стали одностулковими. На задньому майданчику розмістили три сидіння. У 2003—2004 роках було збудовано ще 6 таких же вагонів (зав. № 096, 097, 102, 103, 105 і 106). Вагони зав. № 096 та 097 отримали пневматичну систему, яка використовувалася лише для керування дверима та пісочницями. Ці два вагони надійшли до Новосибірська. Інші 6 вагонів 71-134КЕ, довгий час простоявши на заводі, були перебудовані в 71-134К і продані до Санкт-Петербурга наприкінці 2004 року.
Серійне виробництво 71-134К через відсутність замовників було згорнуто наприкінці 2004 року, тоді вже масово будували вагони ЛМ-99АВ з асинхронним тяговим приводом. Лише у 2006-2007 році було виготовлено три вагони, по одному для Хабаровська та Осинніков, а вагон із зав. № 176 не було реалізовано. Ці вагони позначалися як ЛМ-99КВ. Пізніше ЛМ-99К не будували. За 8 років виробництва було збудовано 121 вагон серії ЛМ-99К.
Трамвай ЛМ-99К із заводським номером 176 будувався на ПТМЗ близько 2008 року, але він призначався для Хабаровська. Вагон не був оплачений і тому довгий час стояв на ПТМЗ. На початку 2013 року надійшов до 7 трамвайного парку під номером 7601 у вигляді «напівфабрикату», де був дозбираний за допомогою деталей від ЛМ-68М, здебільшого з колишнього вагона 7601. Наразі передано до музею.
| Країна    | Місто                 | Експлуатуюча організація     | Кількість                               |
| Росія     | Орськ                 | МУП «Орськміськтранс»        | 8 одиниці (2 працює 6 списані)          |
| Росія     | Кемерово              |                              | 4 одиниці                               |
| Росія     | Казань                | МУП « Метроелектротранс»     | 15 одиниць (14 списано 1 став музейним) |
| Росія     | Коломна               | ДУП МО «Мособлелектротранс»  | 14 одиниць                              |
| Росія     | Комсомольськ-на-Амурі | Комсомольське ТУ             | 2 одиниці                               |
| Росія     | Новосибірськ          | МКП «ГЕТ»                    | 3 одиниці                               |
| Росія     | Осинники              | Осинніковське ТУ             | 3 одиниці                               |
| Росія     | Салават               | МУП "Трамвайне управління"   | 1 одиниця                               |
| Росія     | Санкт-Петербург       | СПб ГУП « Міськелектротранс» | 77 одиниць                              |
| Росія     | Смоленськ             | Смоленське ТУ                | 1 одиниця                               |
| Росія     | Хабаровськ            | МУП "ГЕТ"                    | 1 одиниця                               |
| Казахстан | Усть-Каменогорськ     | Трамвайне керування          | 1 одиниця                               |

### ЛМ-99КЕ
Відрізняється від ЛМ-99К лише відсутністю пневмообладнання.
Експлуатуються в Новосибірську (2 вагони) та Санкт-Петербурзі (1 вагон).

### ЛМ-99АВ
Модифікація вагона ЛМ-99АВ з'явилася на замовлення Москви, проте постачання було зірвано. Асинхронний двигун, спереду двері знову стали двостулковими.
Експлуатуються в Санкт-Петербурзі (33 вагони (1 вагон модернізовано у навчальний, 1 очікує списання)).

### ЛМ-99АВН
У 2005 році було повністю оновлено кузов: кабіна водія, двері та багато інших деталей інтер'єру. Задній майданчик став низькопідлоговим.
Експлуатуються у Санкт-Петербурзі (72 вагонів, з них 1 у старому кузові), Хабаровську (7 вагонів) та Осинниках (1 вагон).

### ЛМ-99АЕ
Вагони з електроустаткування ідентичні з вагонами моделі ЛМ-99АВН, але відрізняються відсутністю пневмосистеми. Модель була розроблена на замовлення Москви. Всього випущено 66 вагонів, з них: 46 у старому кузові (модифікації з одностулковими та двостулковими задніми дверима) та 20 у новому кузові.
Експлуатувалися у Москві (43 вагони, старий кузов). У Казані (18 вагонів, новий кузов) виведено з експлуатації.
У 2017 році розпочався процес передачі московських вагонів до інших міст Російської Федерації. Передано 6 вагонів у м. Новотроїцький трамвай Новотроїцьк, 8 вагонів у Орськ. Крім того, 6 одиниць рухомого складу списано. Таким чином, наразі Москва налічує 29 вагонів даної модифікації, що експлуатувалися у Краснопресненському депо Трамвайного управління ДУП «Мосміськтранс».

### ЛМ-99АЕН
Від ЛМ-99АВН відрізняється лише відсутністю пневмообладнання.
Раніше експлуатувалися в Кемерово (6 вагонів), Таганрозі (6 вагонів). Експлуатуються в Твері (2 вагони).

## Технічні подробиці

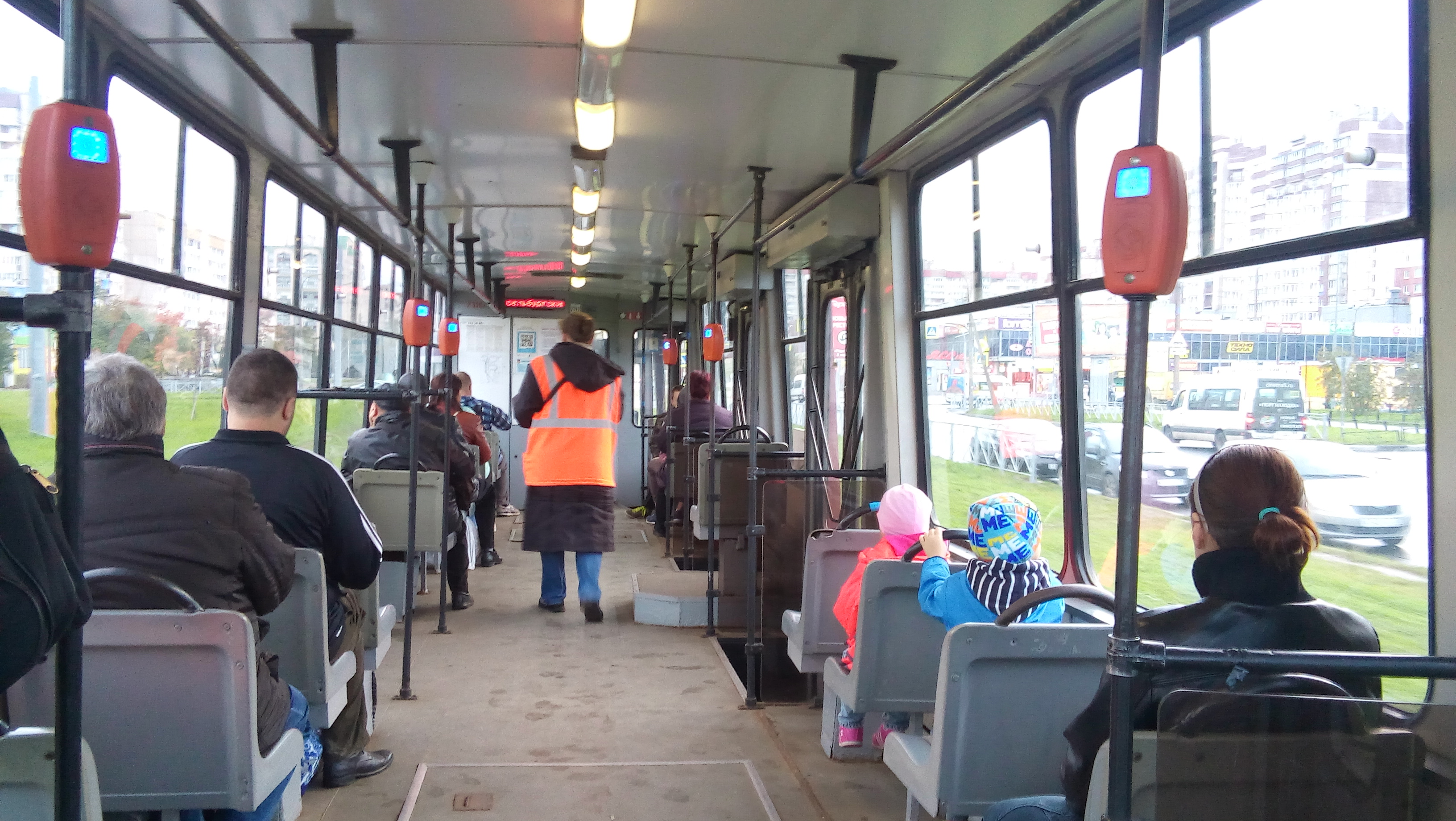
Інтер'єр трамвайного вагону ЛМ-99

ЛМ-99 є високопідлоговим (у деяких модифікаціях - зі змінним рівнем підлоги) одностороннім чотиривісним трамваєм колії 1524 мм. Його сталевий корпус змонтований на несучій сталевій рамі, оснащеній двома двовісними візками мостового типу з одинарним (або подвійним, залежно від модифікації) підвішуванням колісних пар. Передня склопластикова панель. Корпус має чотири поворотно-зсувні двері (одні одностулкові — тільки в кабіну водія — або двостулкову — одна стулка в кабіну, інша — в салон) у носовому краю, дві двостулкові в середині й одна одностулкова (у площині борту) або двостулкова (на звисі у кормі) з пневмо-або електроприводом. Гальмування електричне, тяговими двигунами. Для гальмування використовується барабанно-колодкове гальмо з пневмо або електроприводом. Присутня і магніторельсове гальмо. ЛМ-99 оснащений чотирма тяговими електродвигунами й може розвинути швидкість 75 км/год. Система управління струмом тягових двигунів непряма, реостатно-контакторна чи транзисторна. У базовій комплектації вагон має 19 місць і здатний перевозити 207 пасажирів з повним навантаженням. Розміри ЛМ-99 складають: 15000 мм - загальна довжина, 2550 мм - ширина, 3080 мм - висота; загальна маса без пасажирів – 20 тонн. Вагон із реостатною системою управління здатний працювати за СМЕ, асинхронні версії такої можливості не мають.

## Модернізації
У 2019 році з двох вагонів ЛМ-99АВН були виготовлені вагони-репліки, що імітують зовнішній вигляд вагонів для експлуатації на туристичному маршруті.

## Світлини

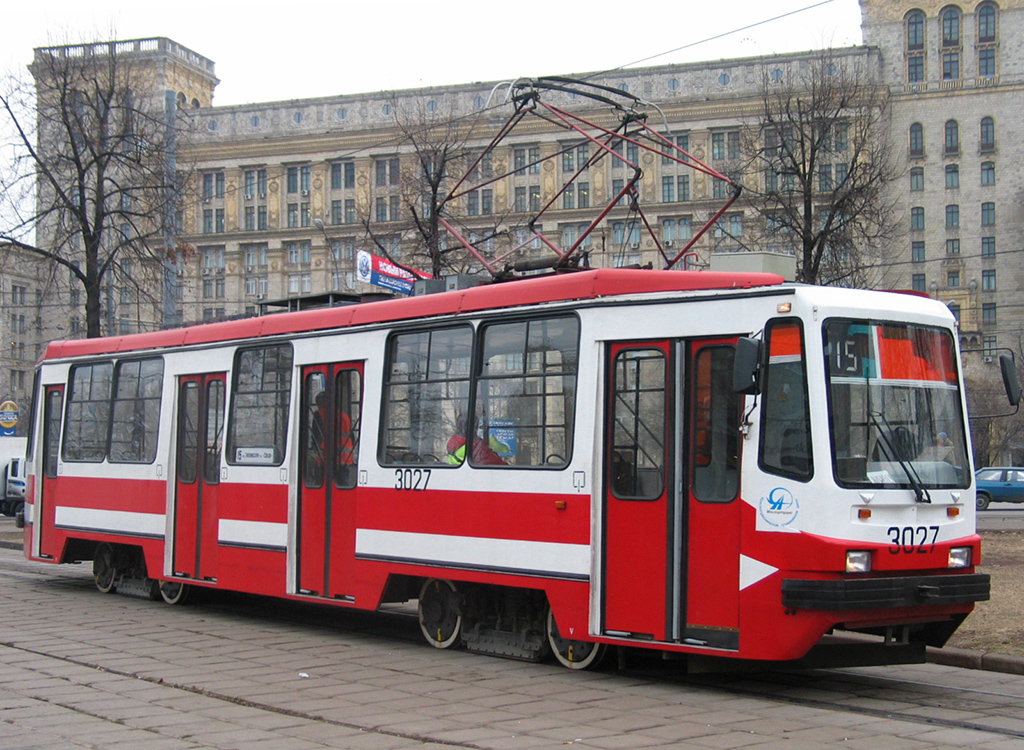
ЛМ-99АЕ в Москві
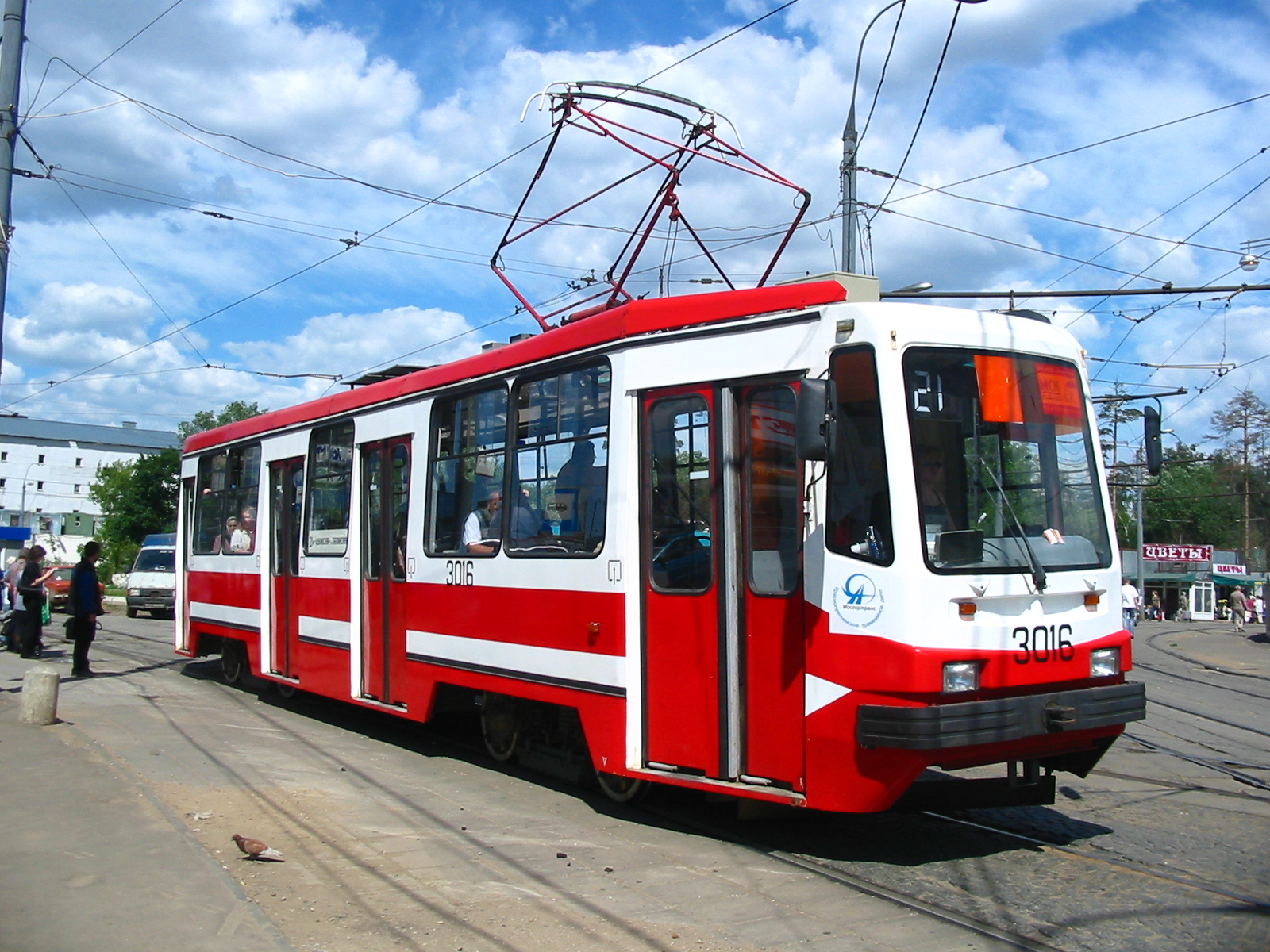
ЛМ-99АЕ в Москві
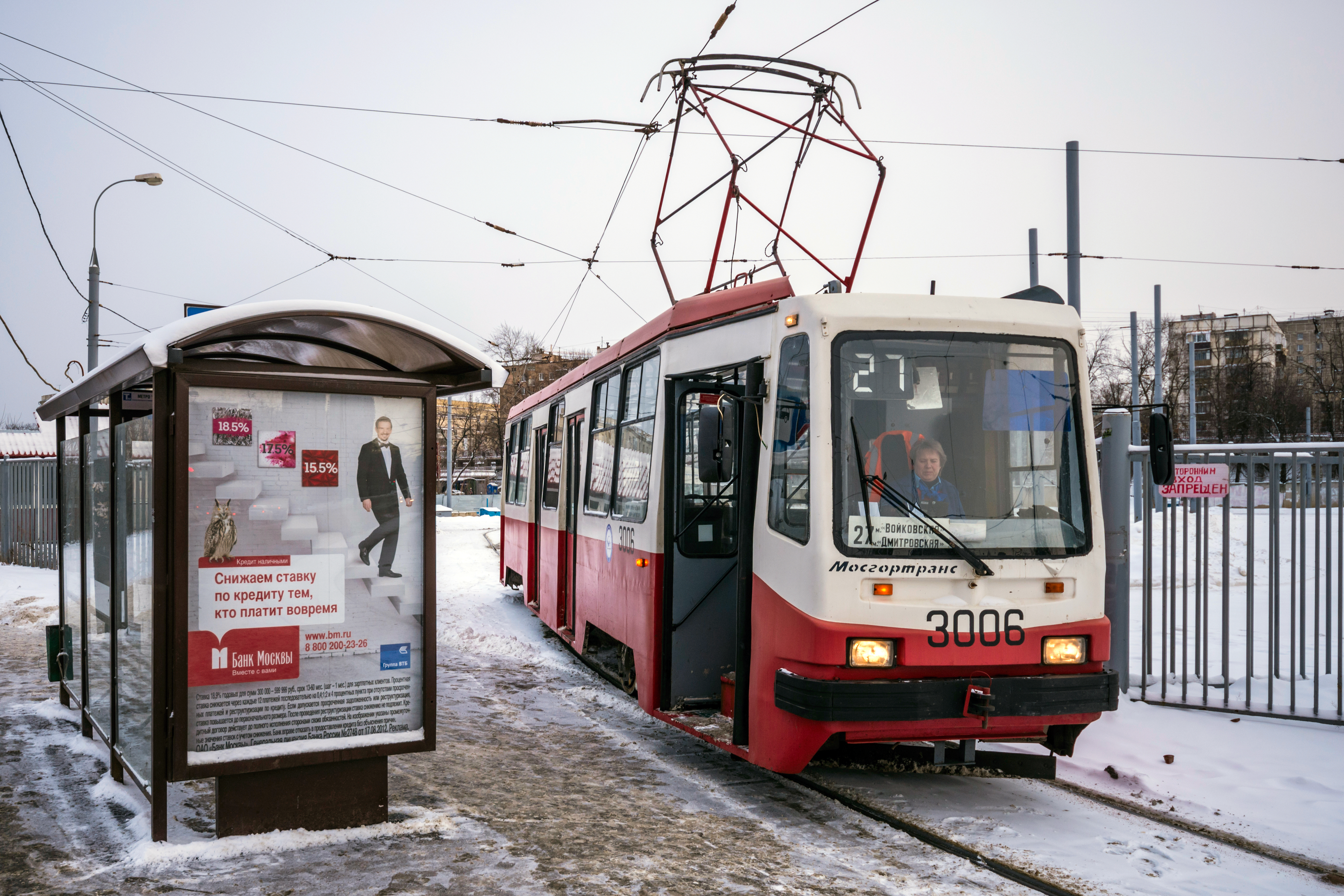
ЛМ-99АЕ в Москві
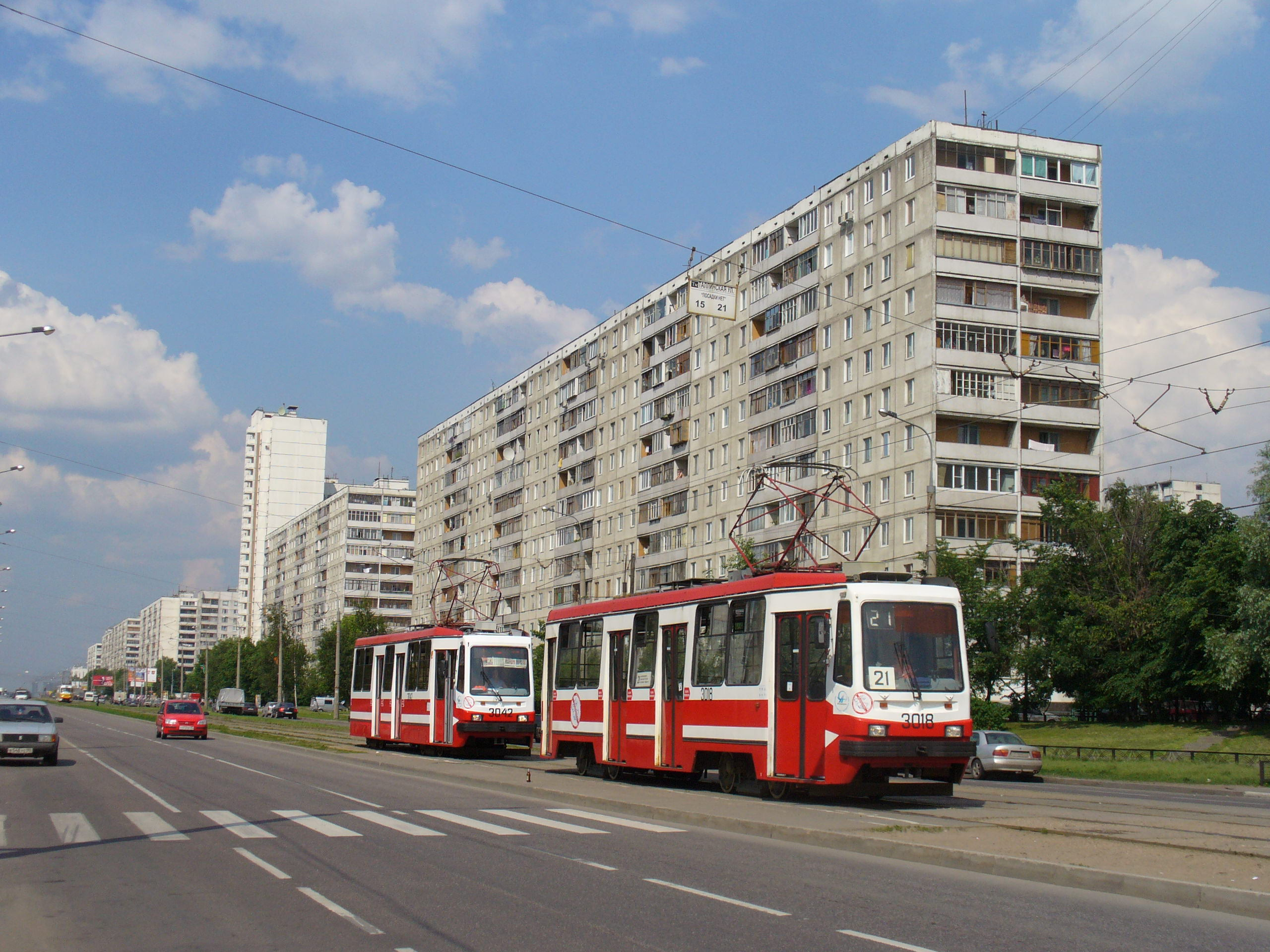
ЛМ-99АЕ в Москві
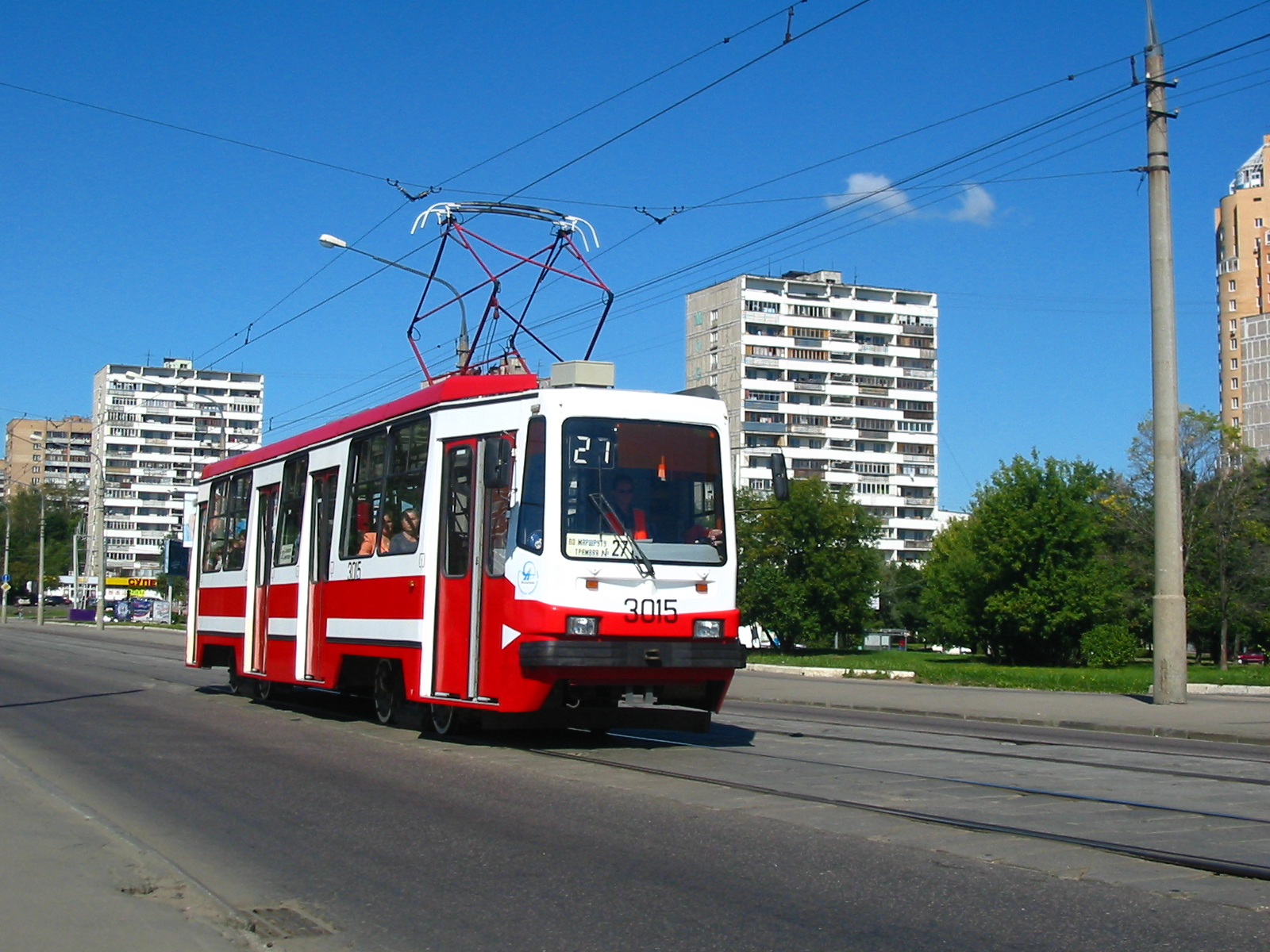
ЛМ-99АЕ в Москві
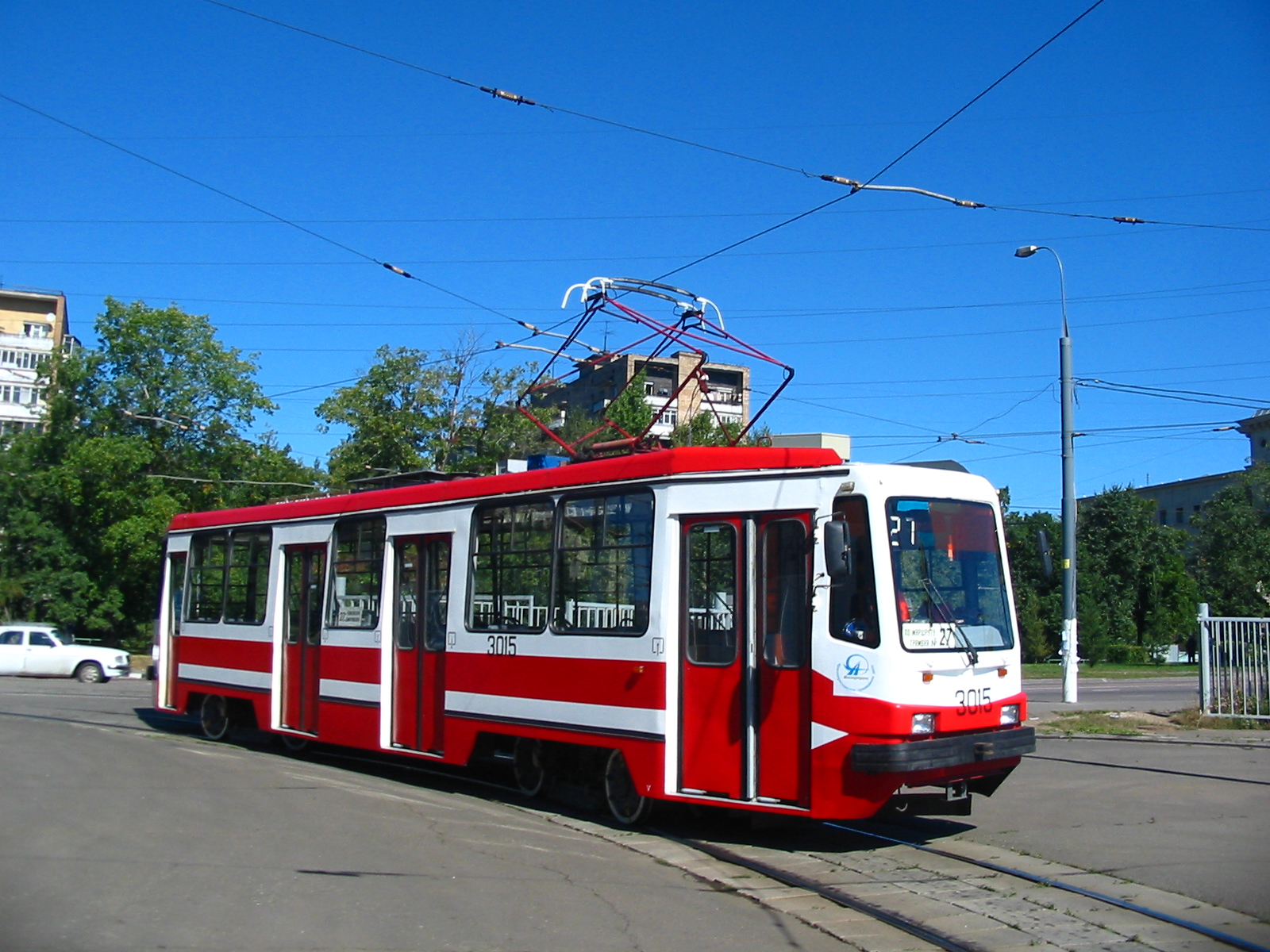
ЛМ-99АЕ в Москві
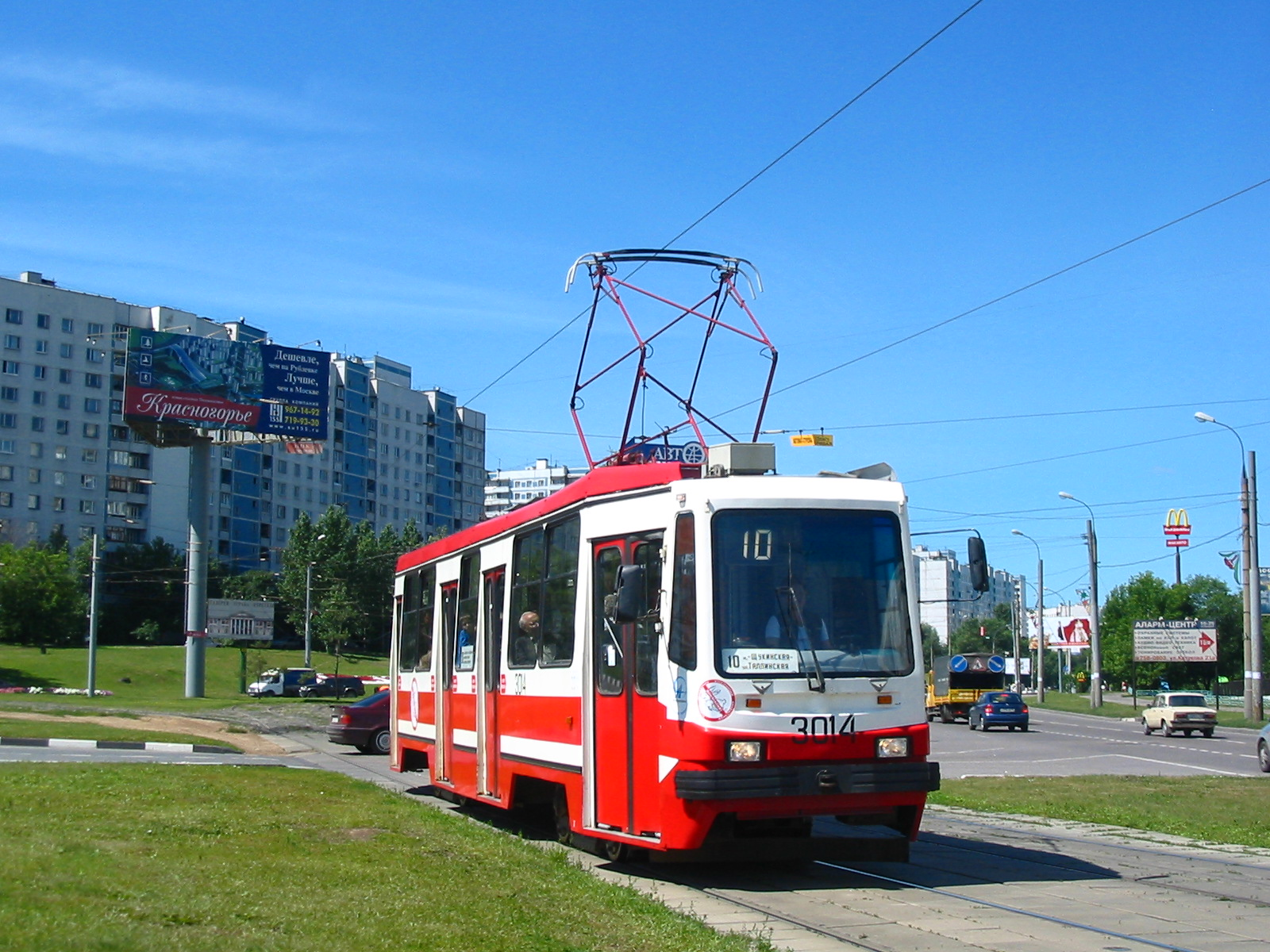
ЛМ-99АЕ в Москві
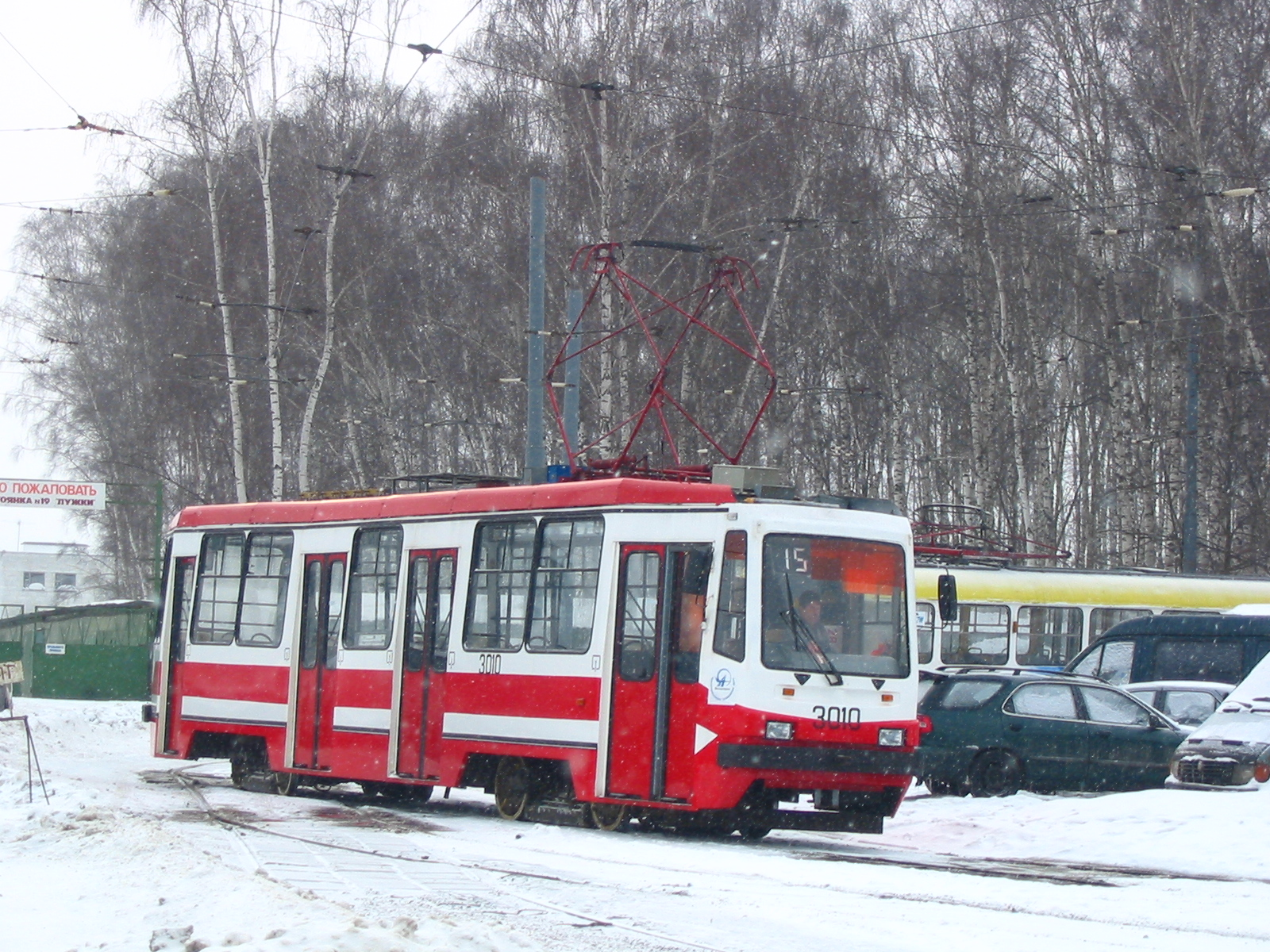
ЛМ-99АЕ в Москві
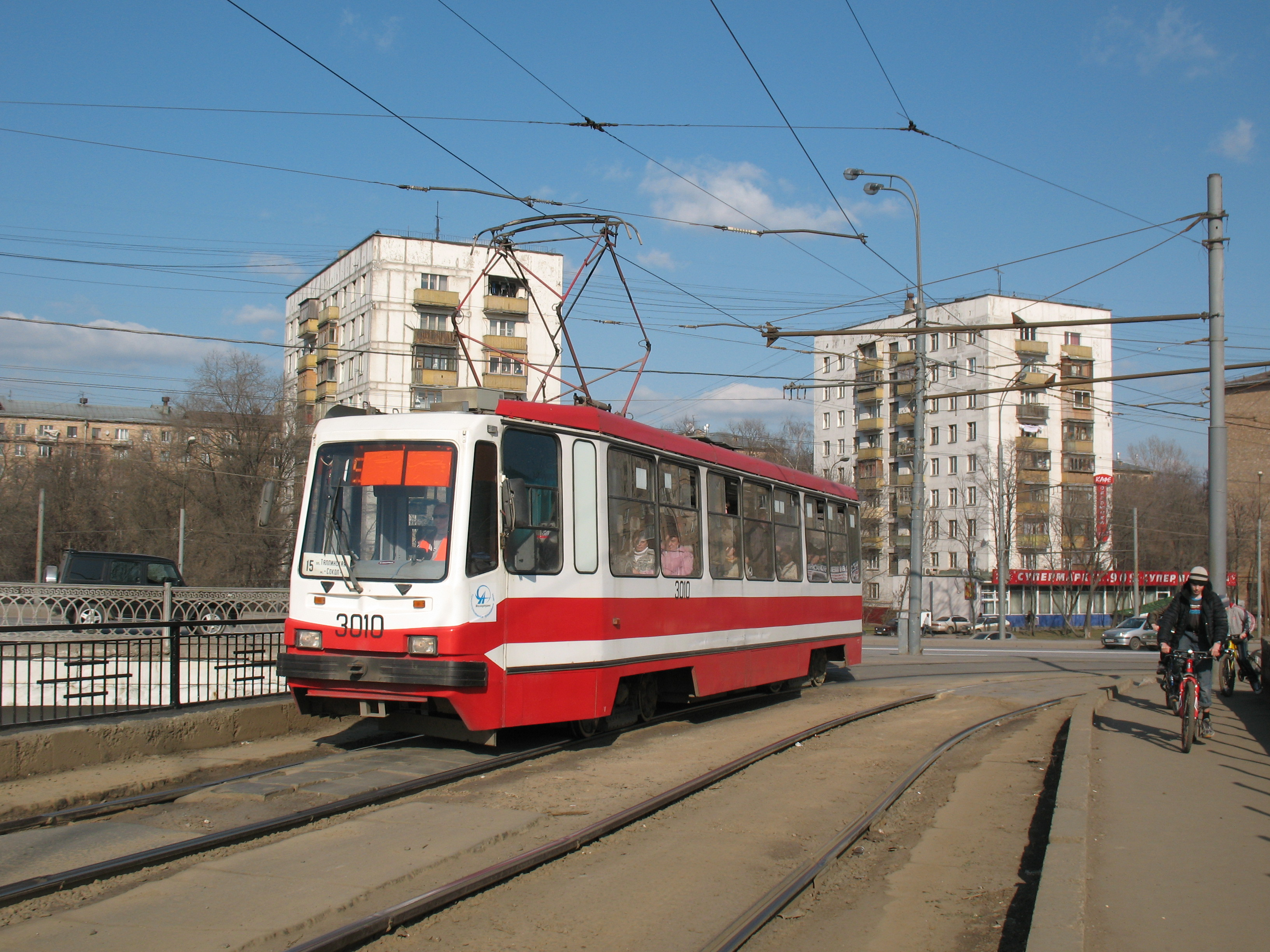
ЛМ-99АЕ в Москві
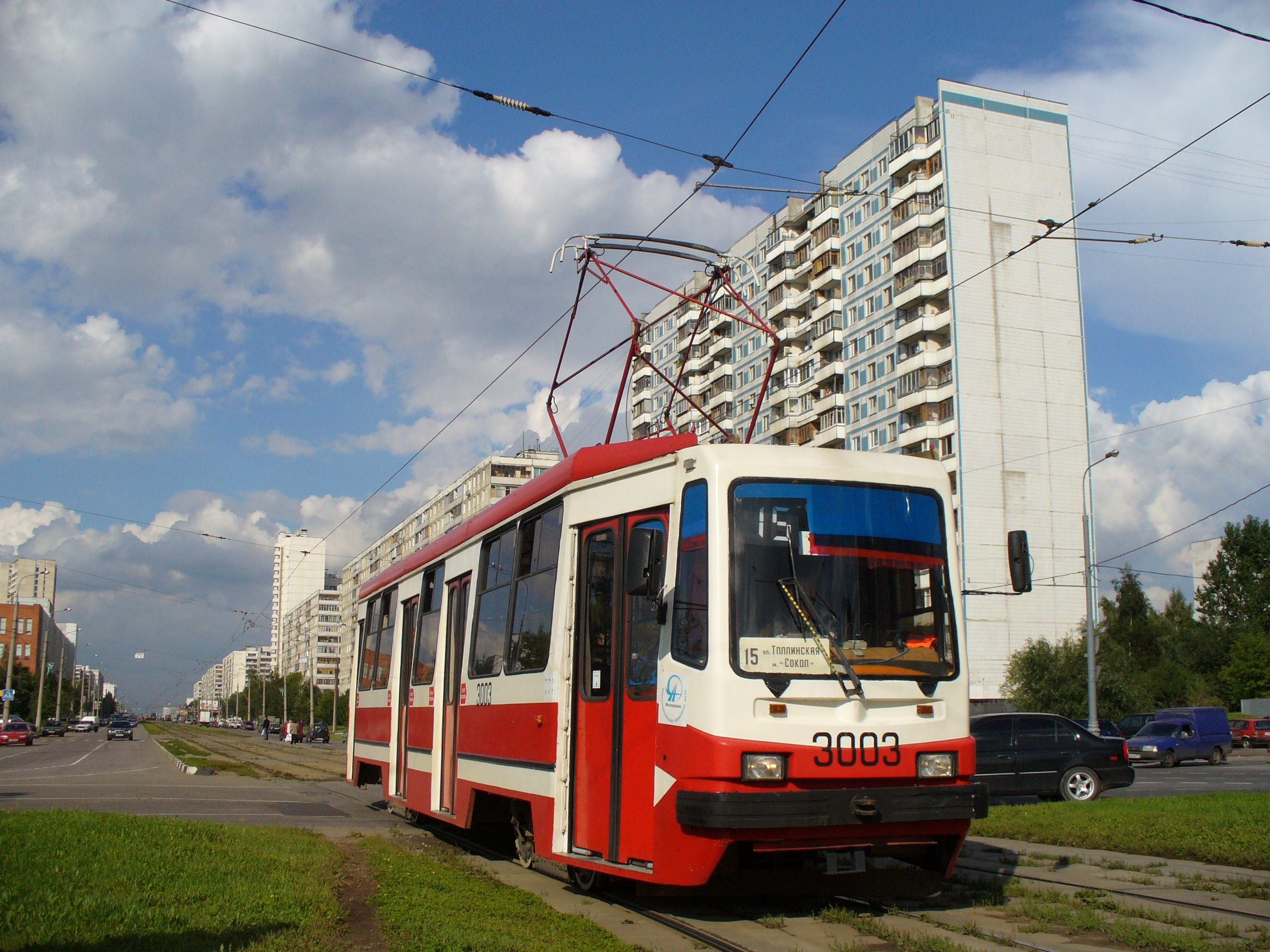
ЛМ-99АЕ в Москві
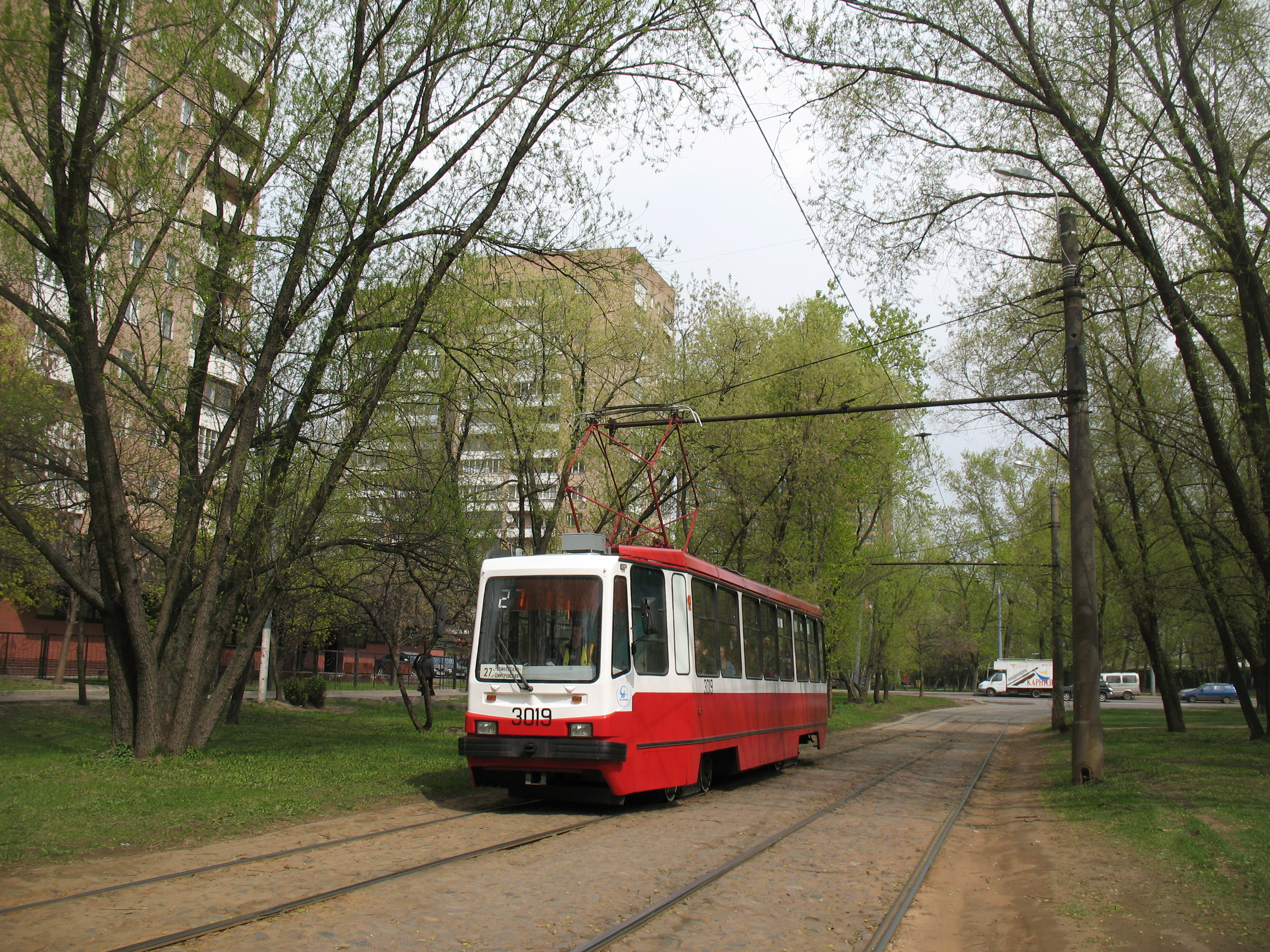
ЛМ-99АЕ в Москві
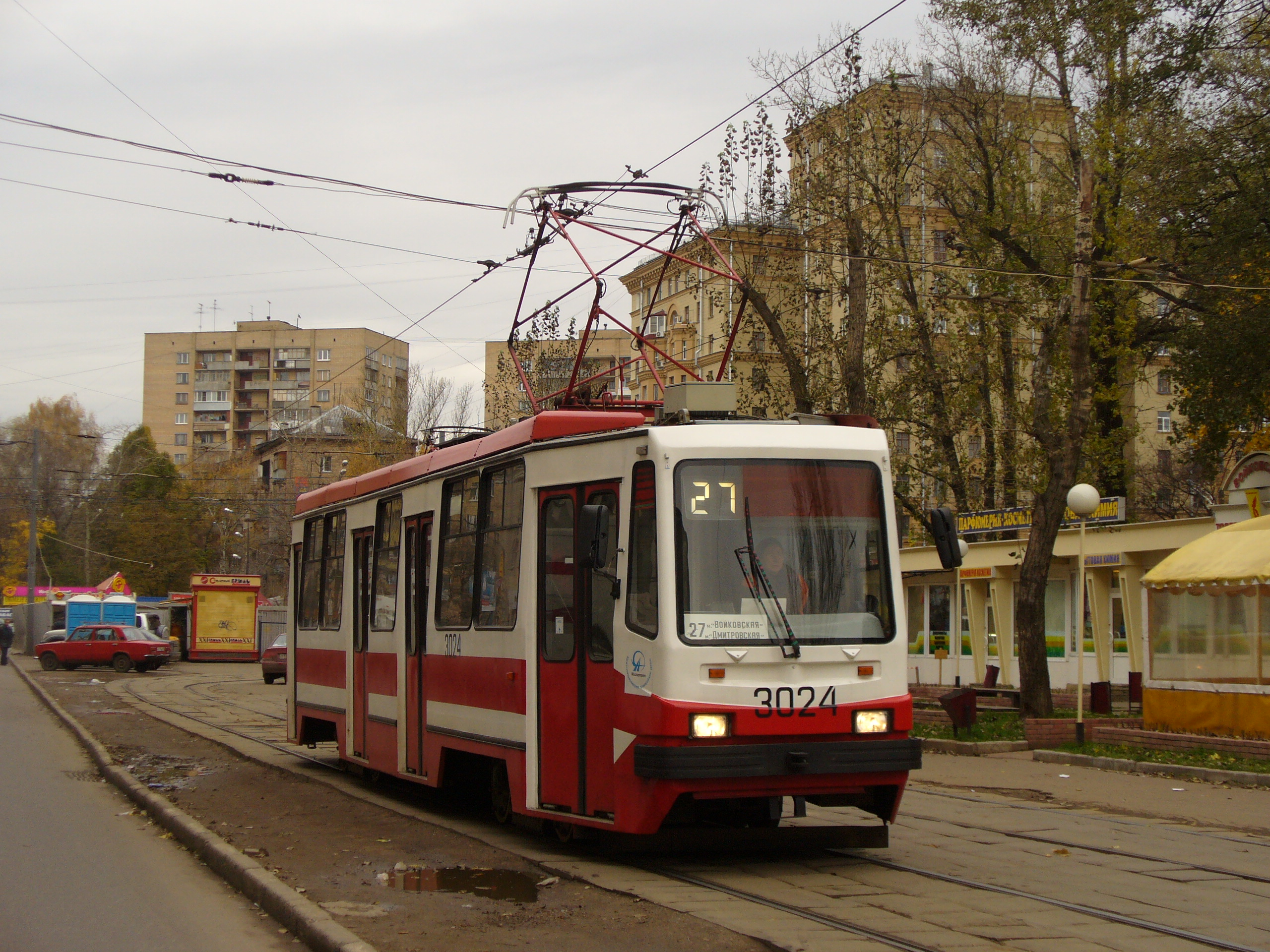
ЛМ-99АЕ в Москві
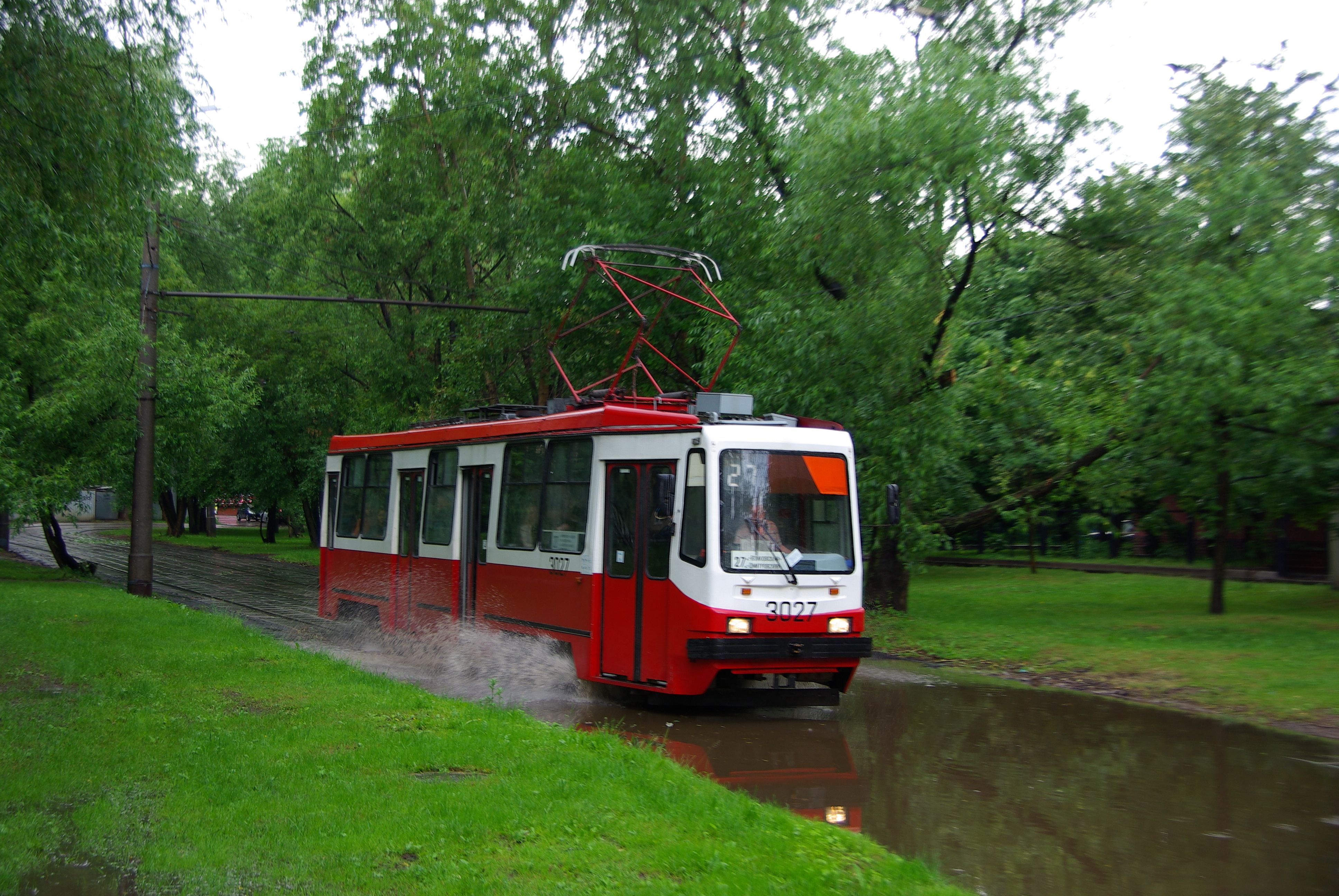
ЛМ-99АЕ в Москві
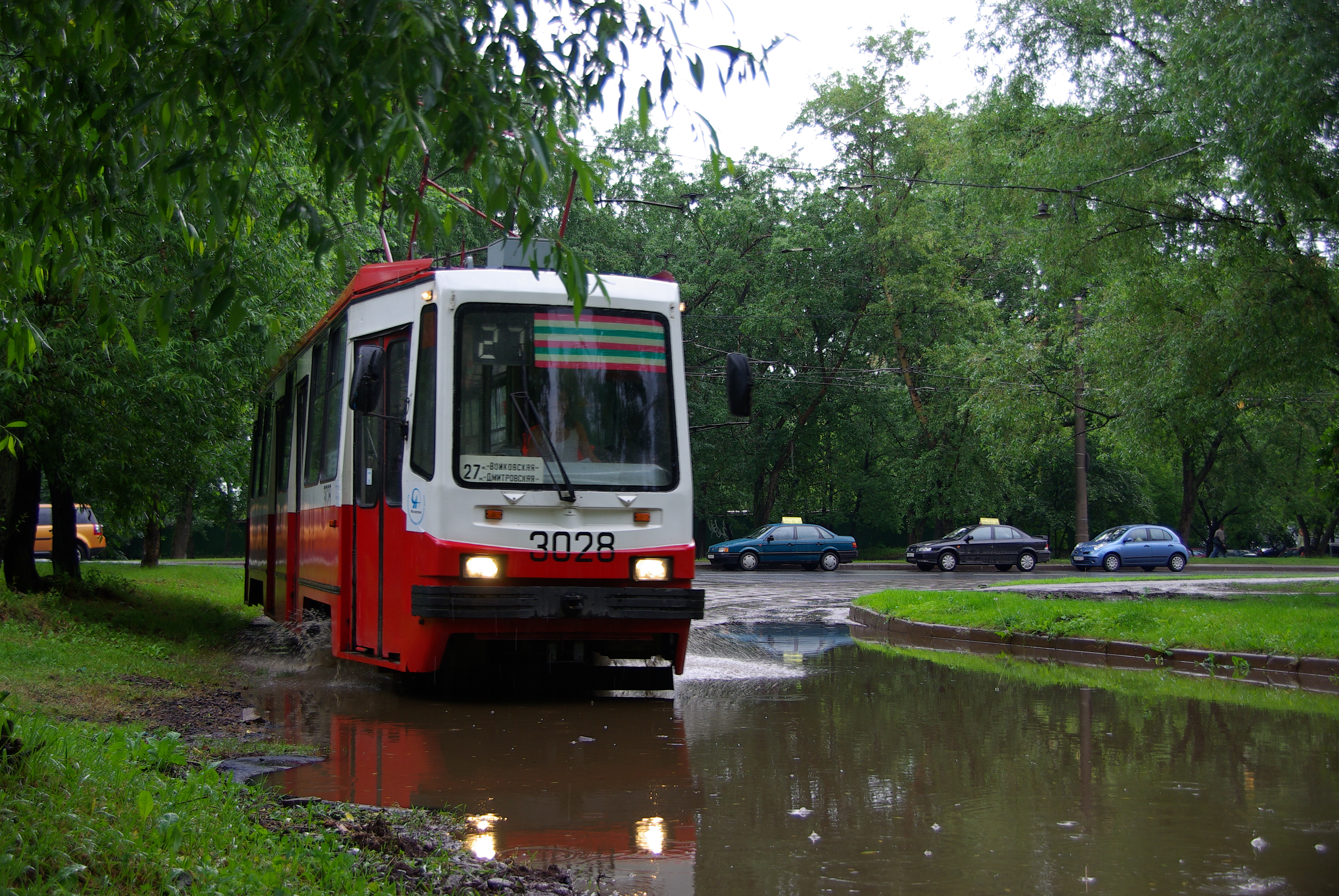
ЛМ-99АЕ в Москві
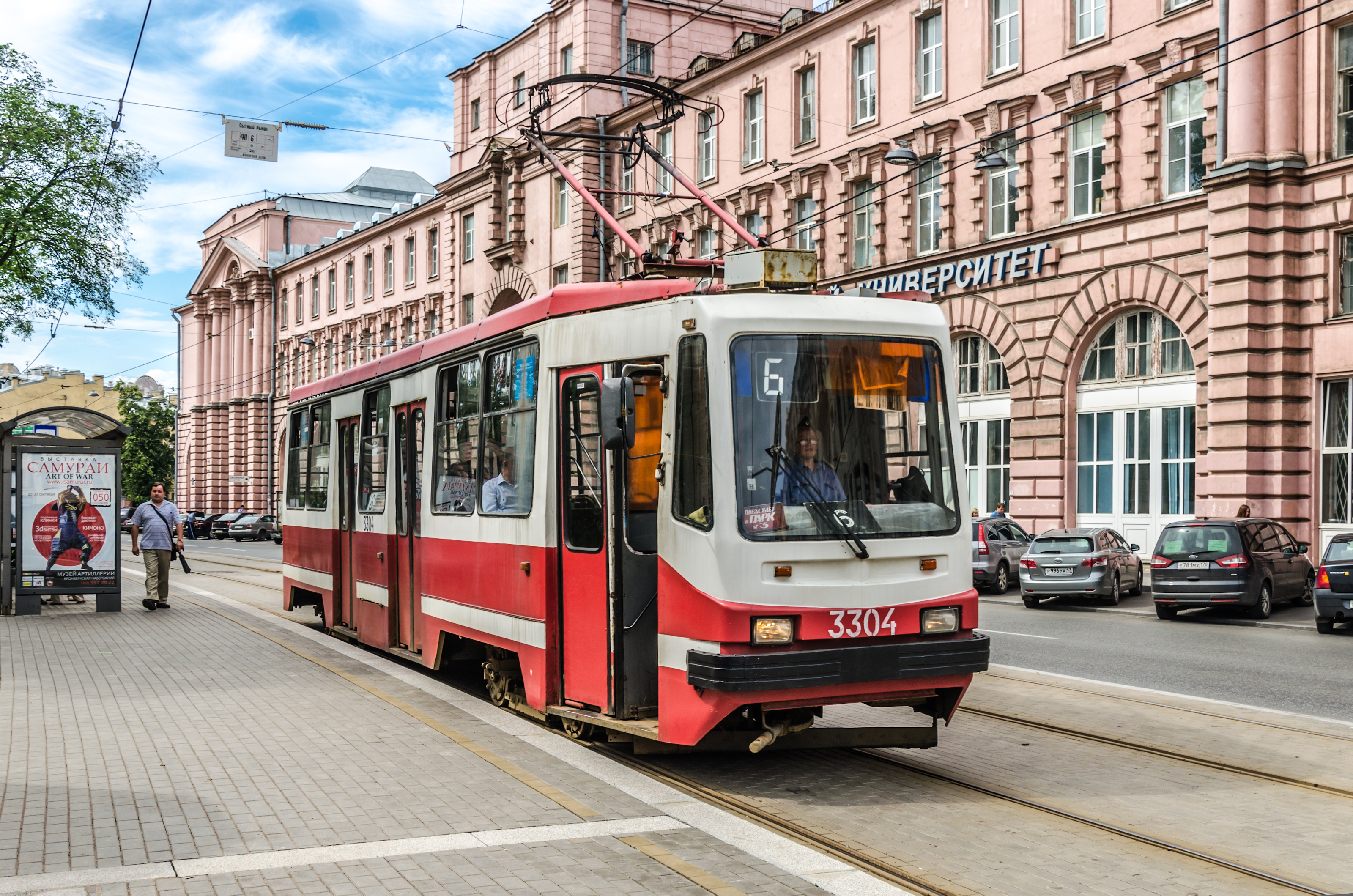
ЛМ-99АВ в Санкт-Петербурзі
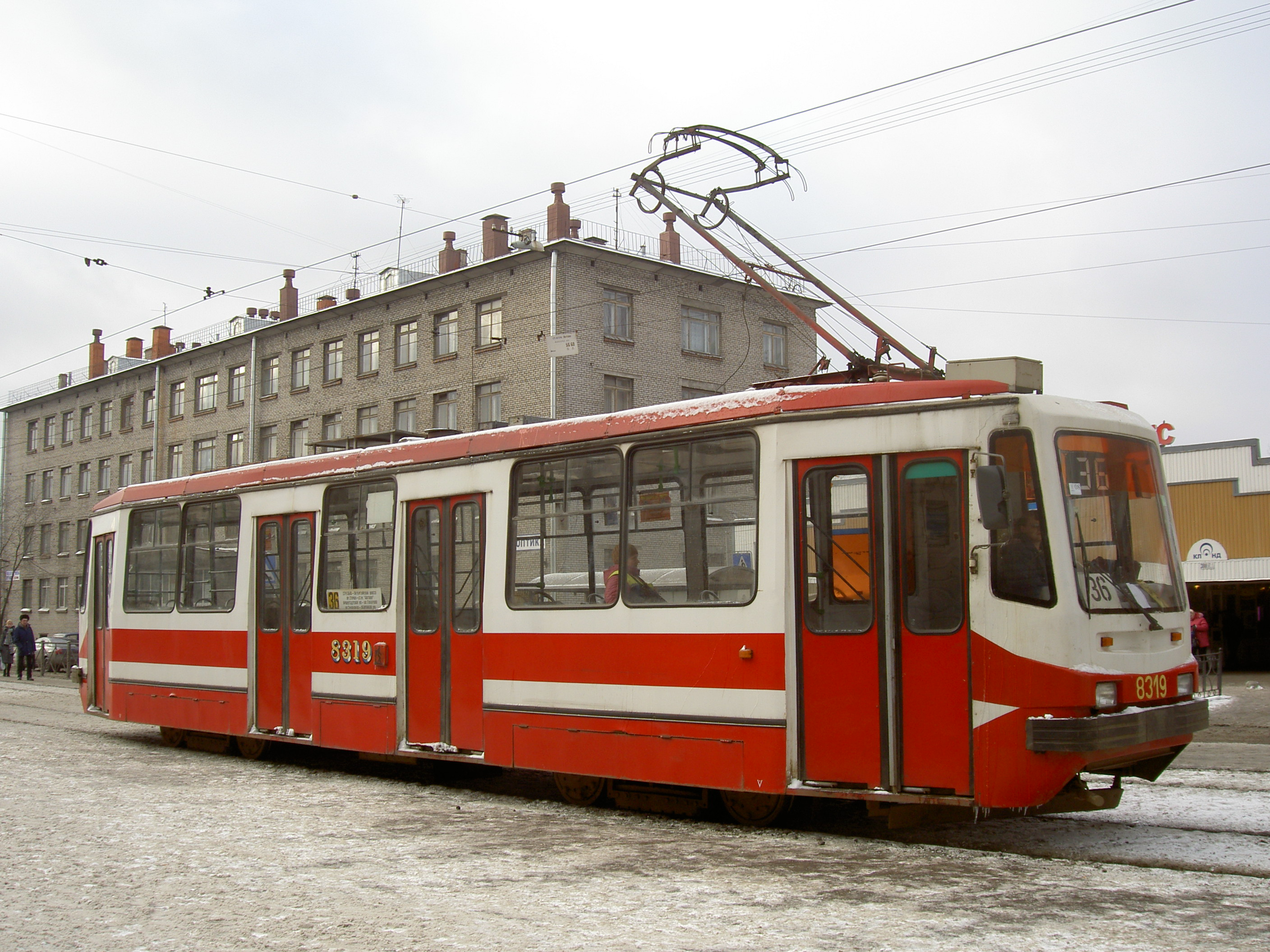
ЛМ-99АВ в Санкт-Петербурзі
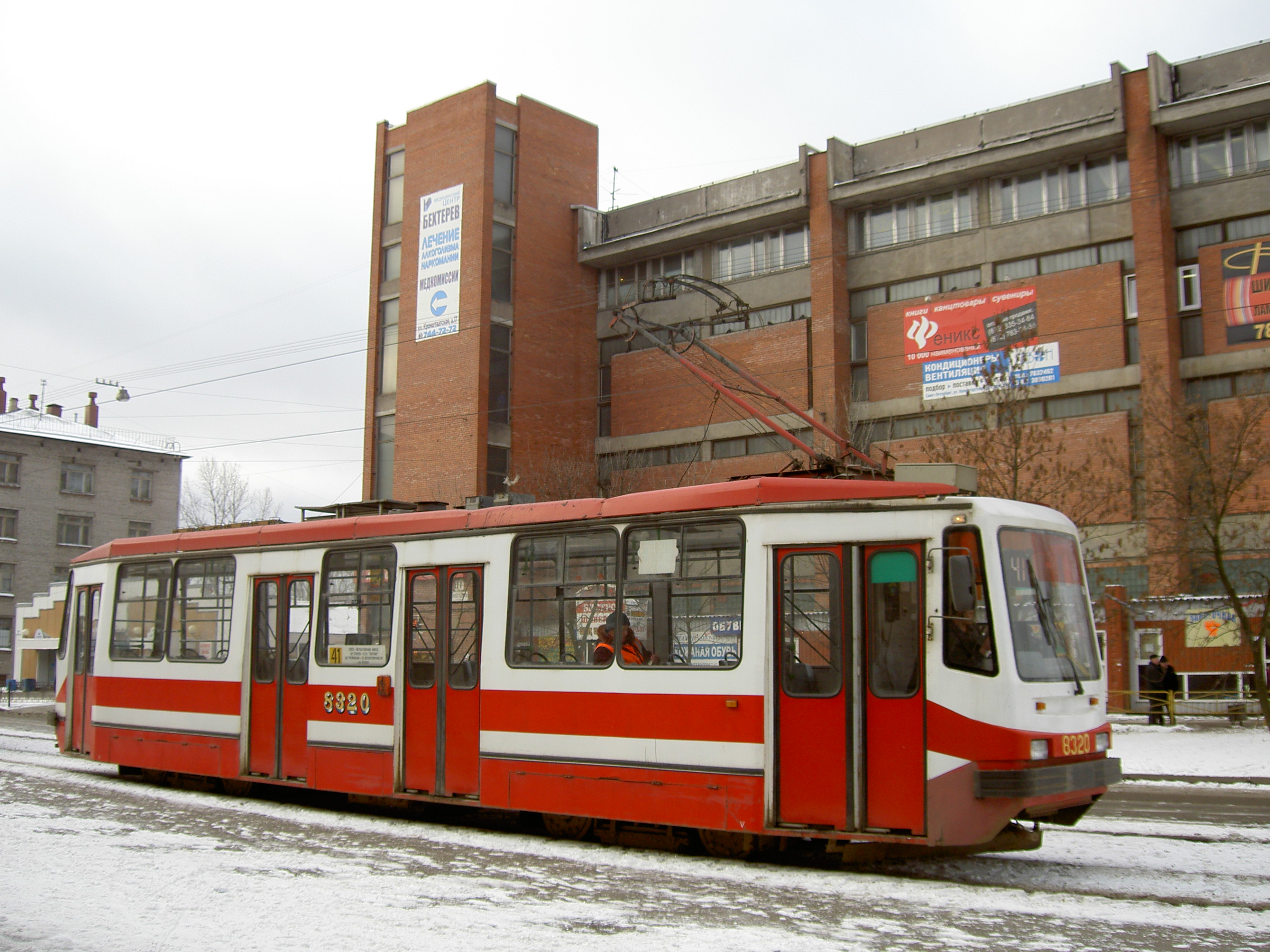
ЛМ-99АВ в Санкт-Петербурзі
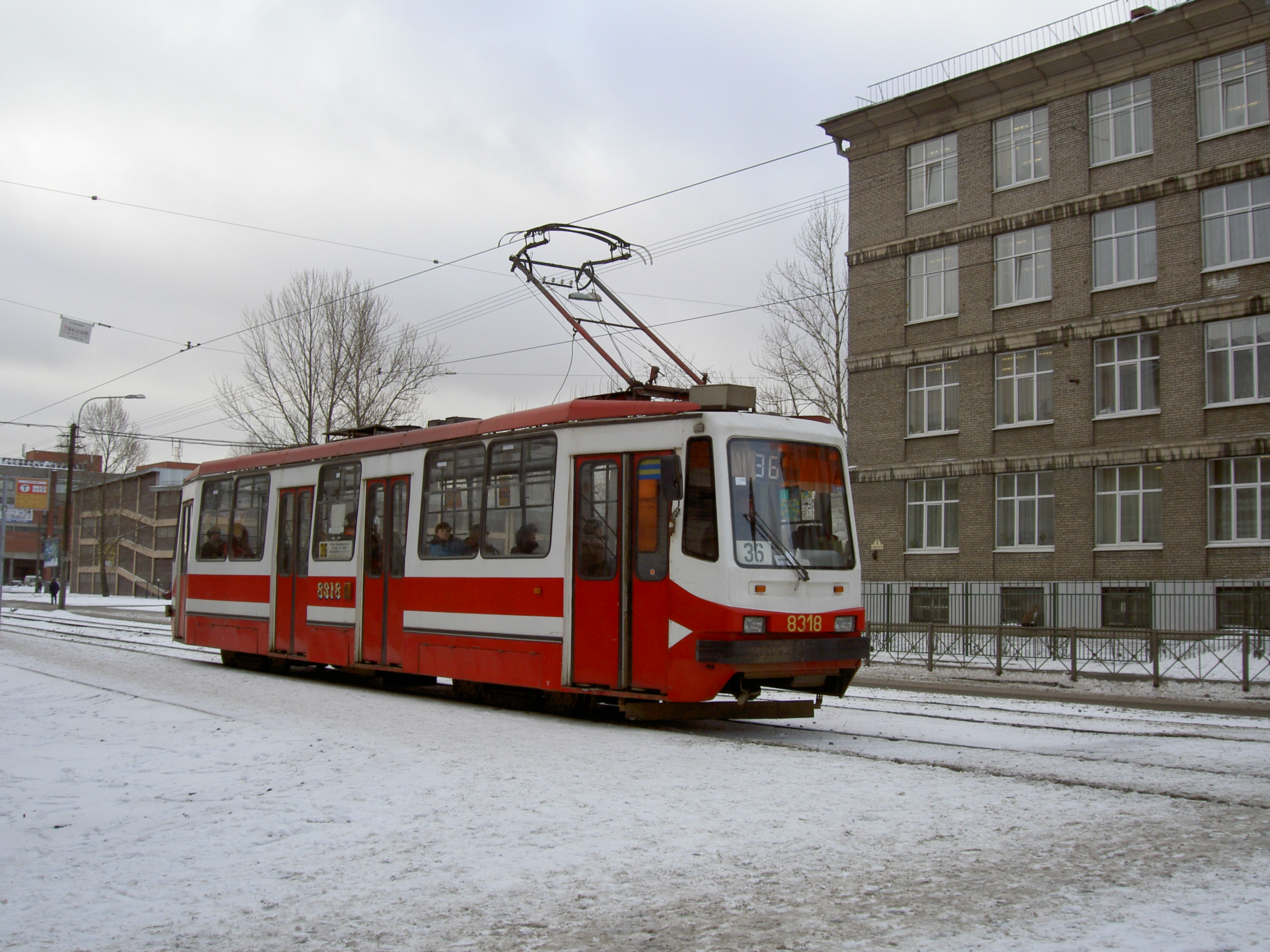
ЛМ-99АВ в Санкт-Петербурзі
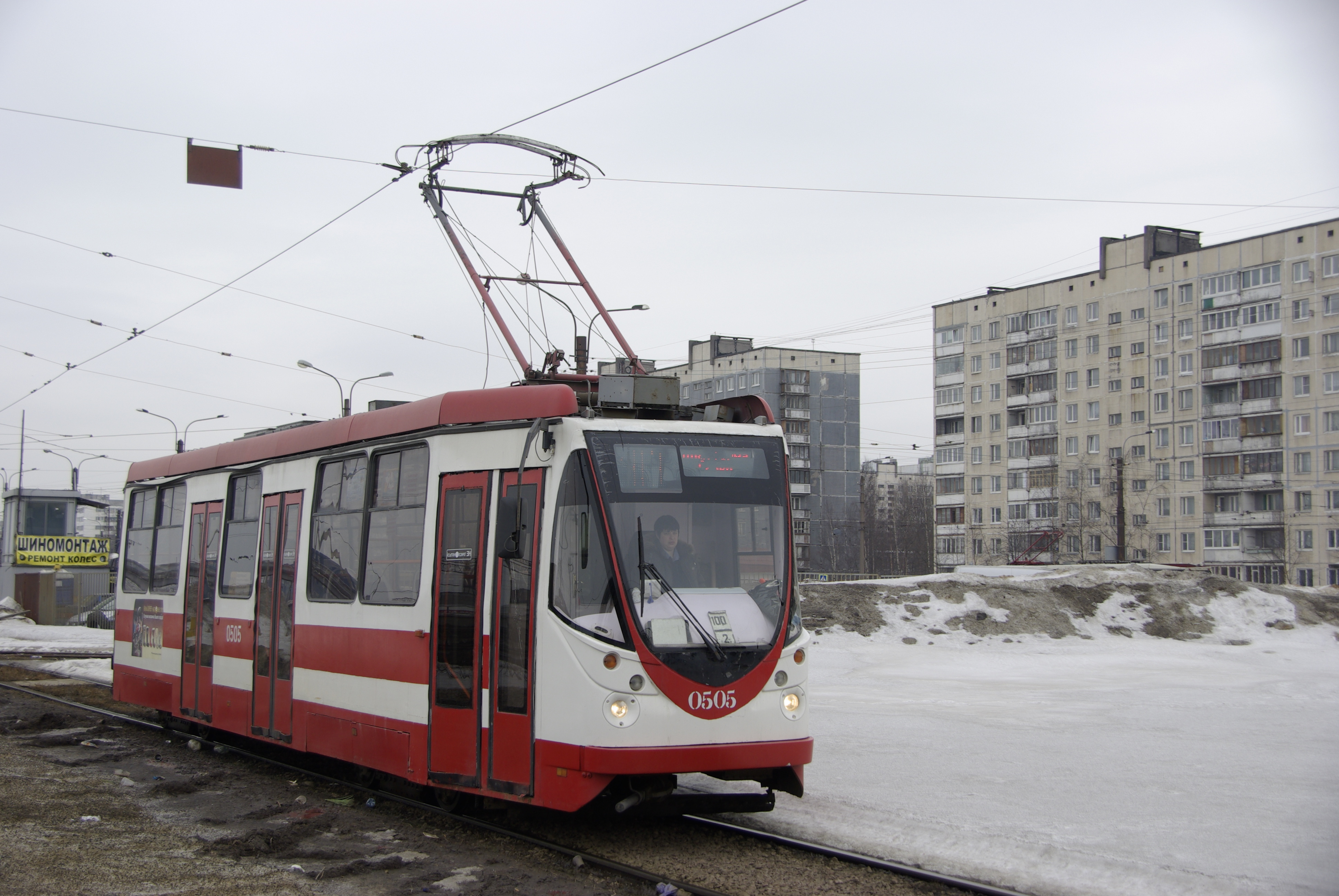
ЛМ-99АВ в Санкт-Петербурзі
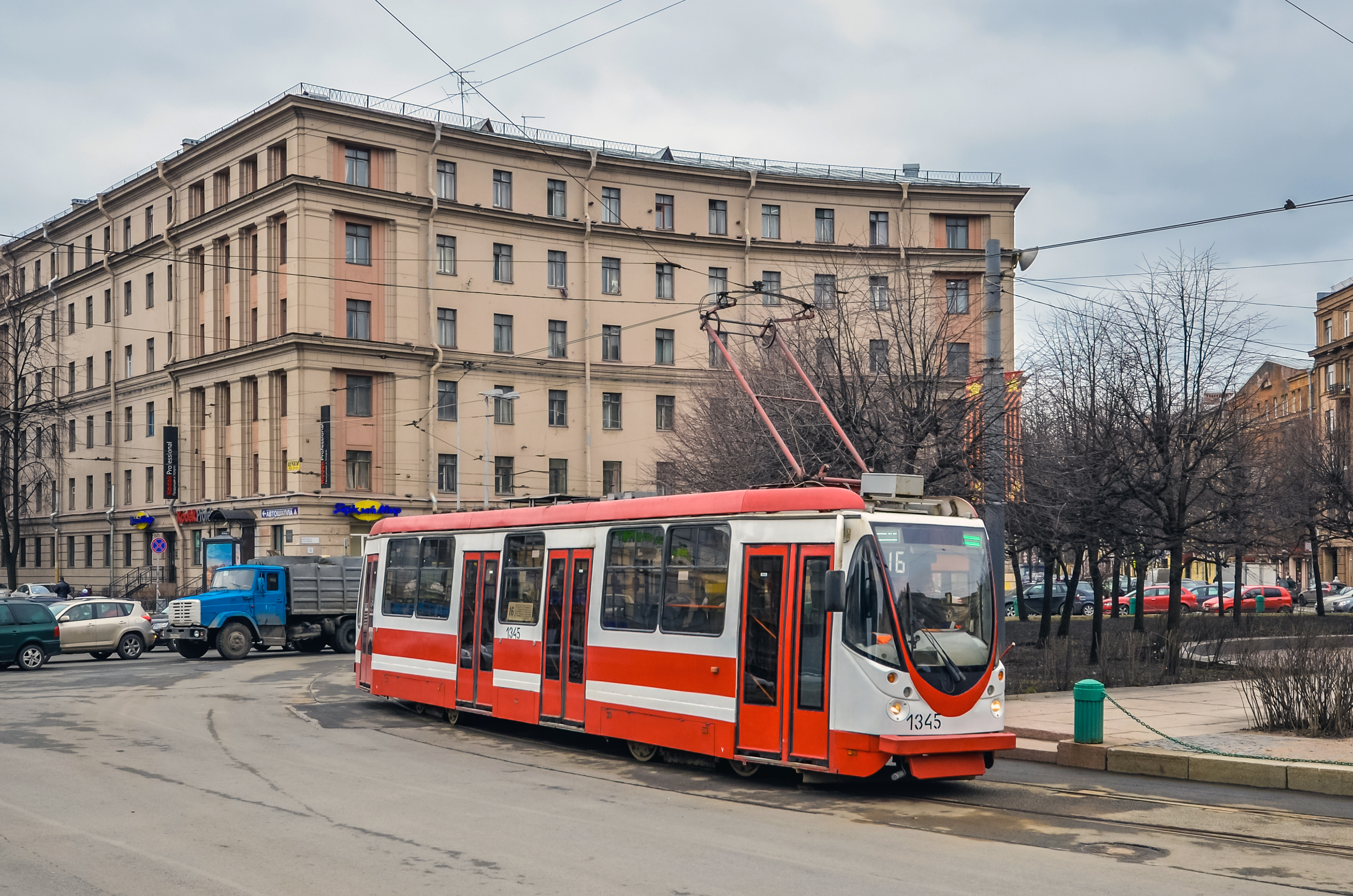
ЛМ-99АВН в Санкт-Петербурзі
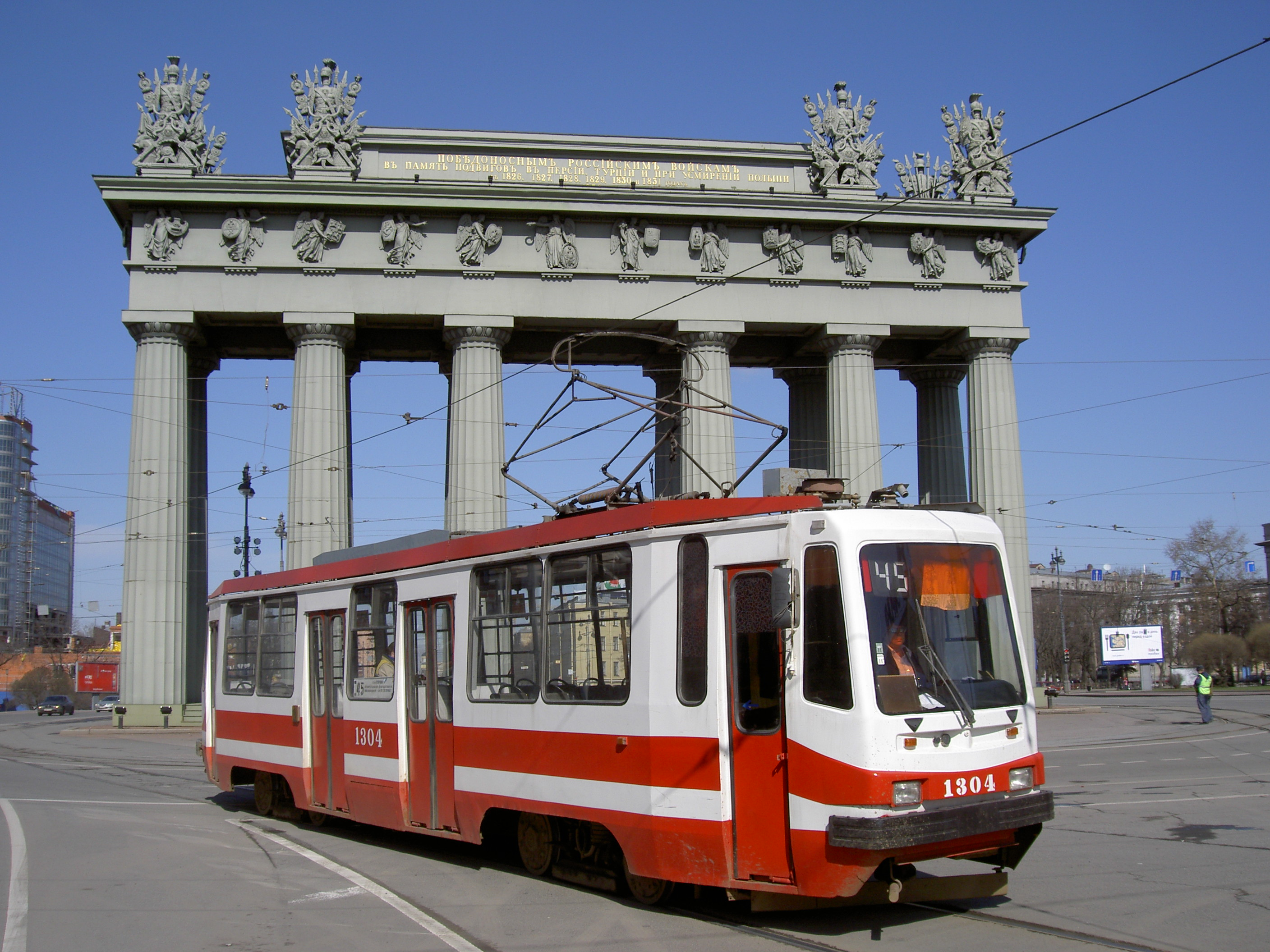
ЛМ-99К в Санкт-Петербурзі
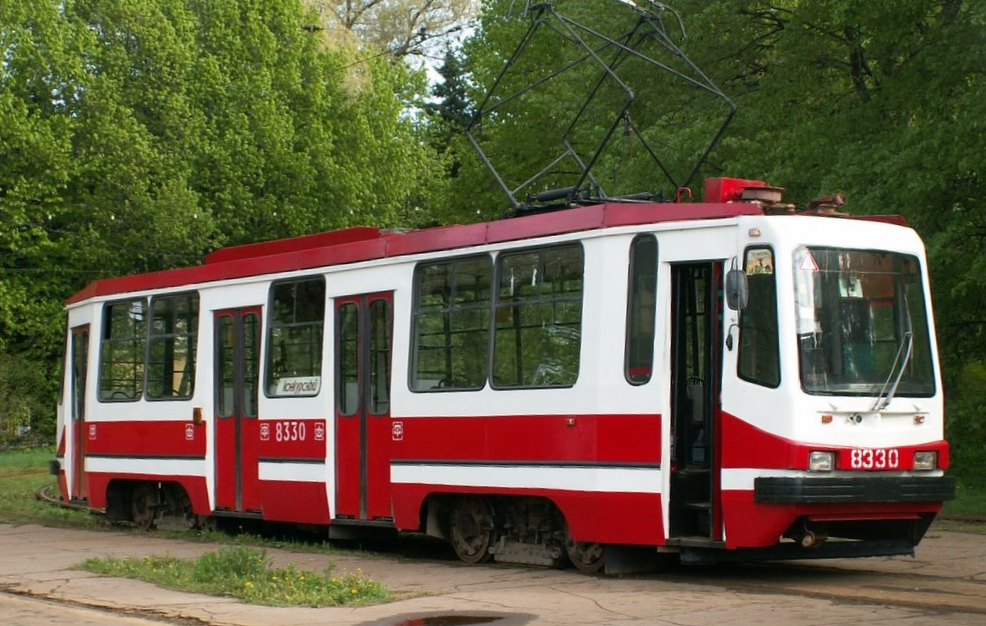
ЛМ-99К в Санкт-Петербурзі
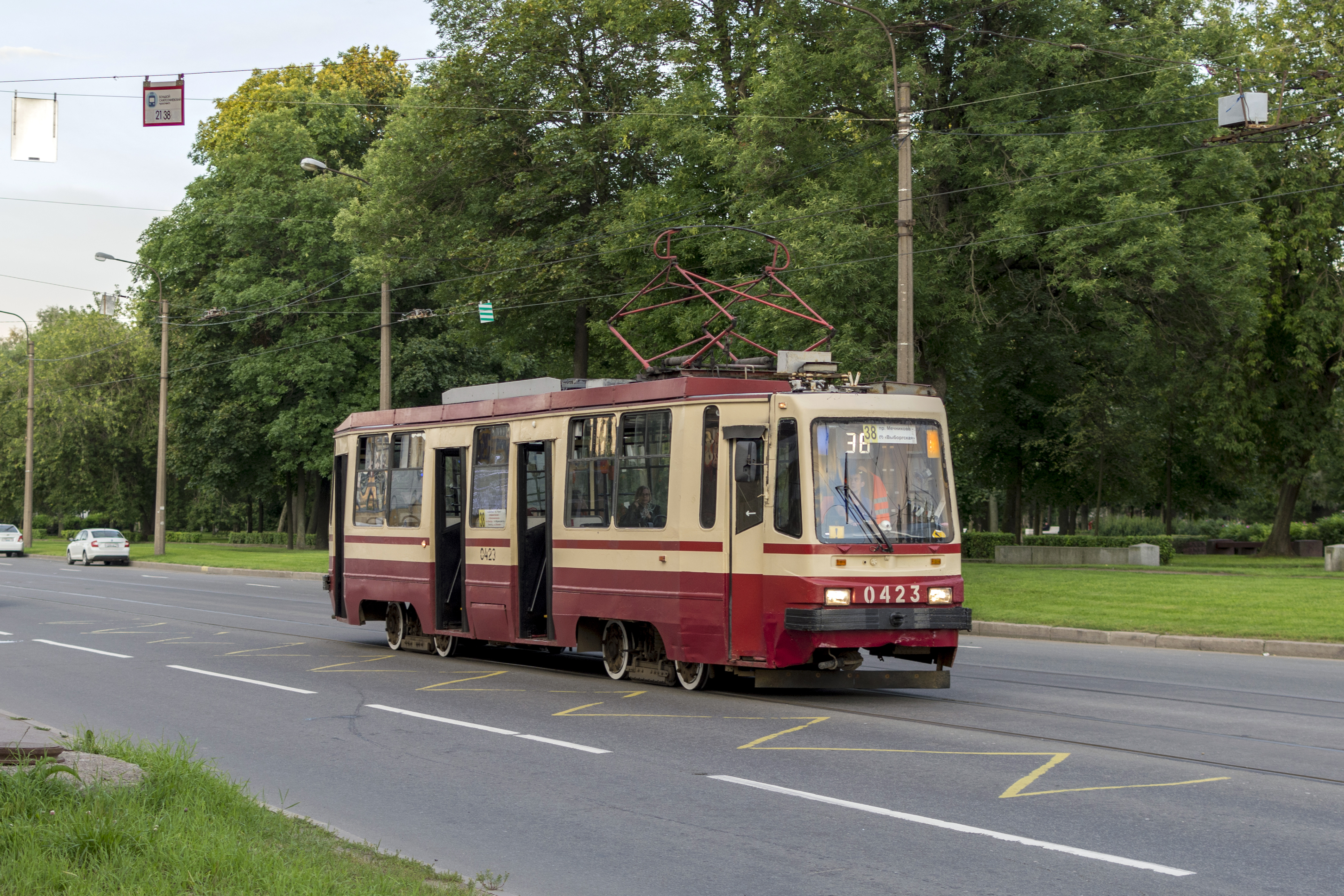
ЛМ-99К в Санкт-Петербурзі
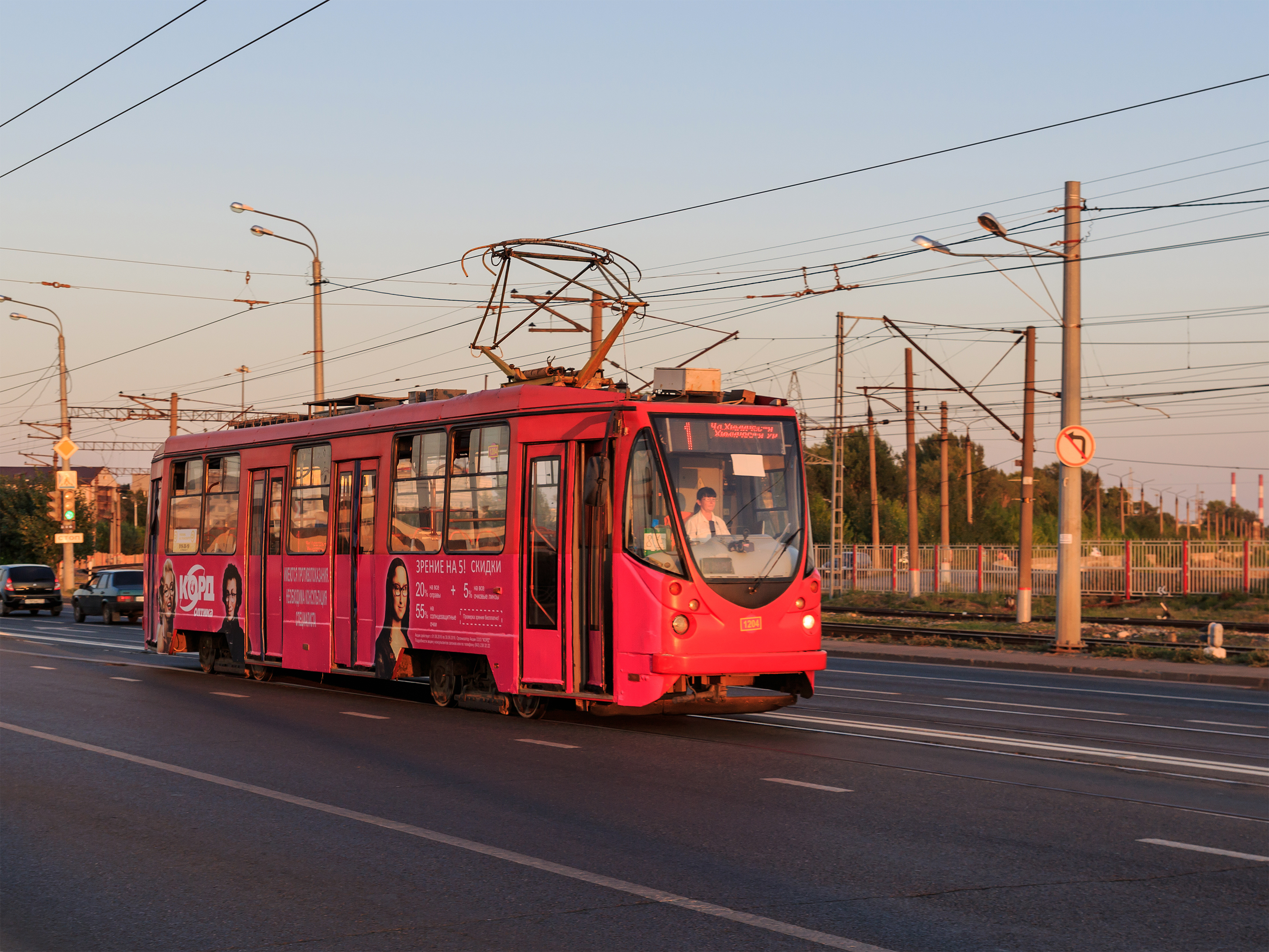
ЛМ-99АВН в Казані
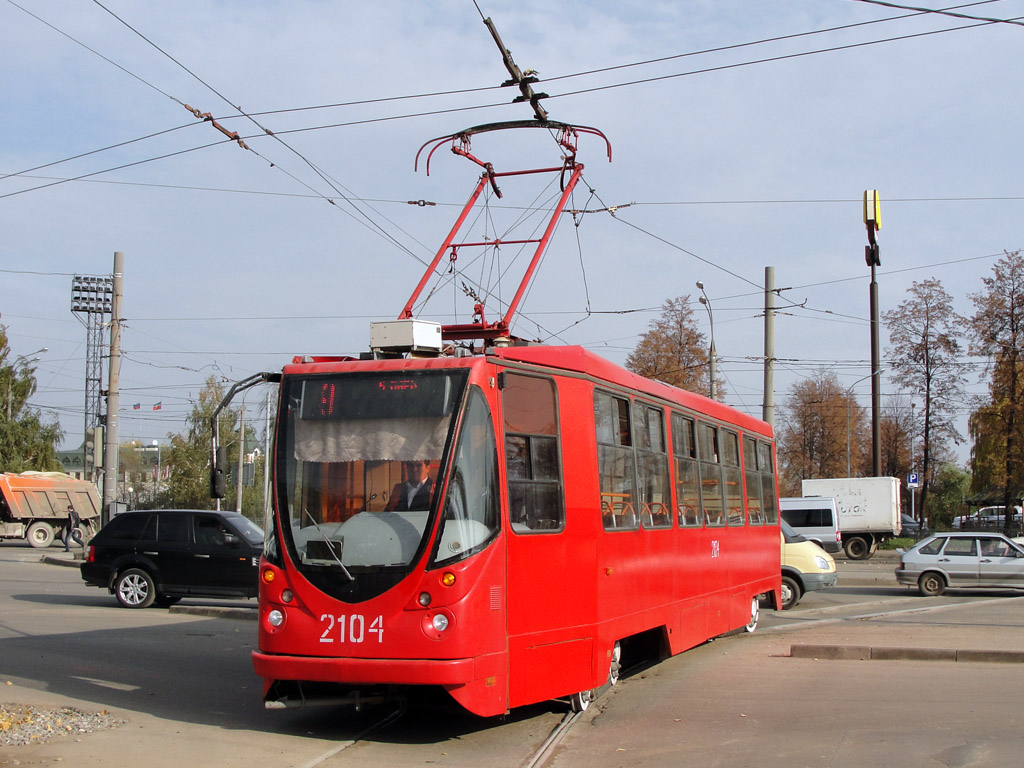
ЛМ-99АВН в Казані
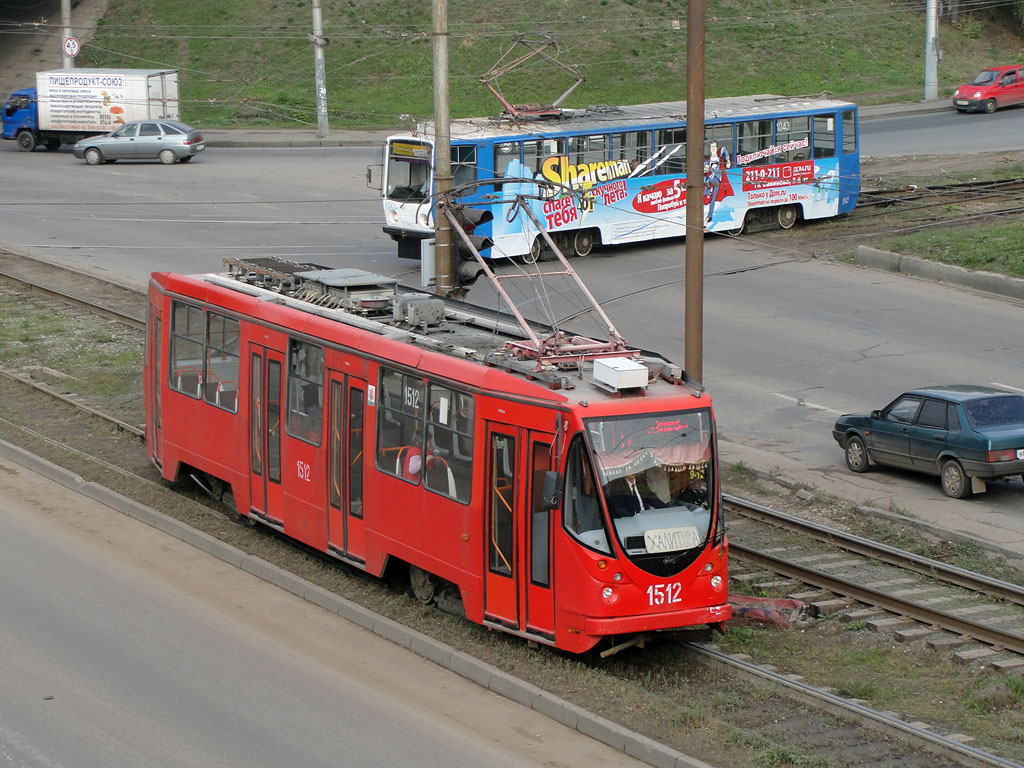
ЛМ-99АВН в Казані
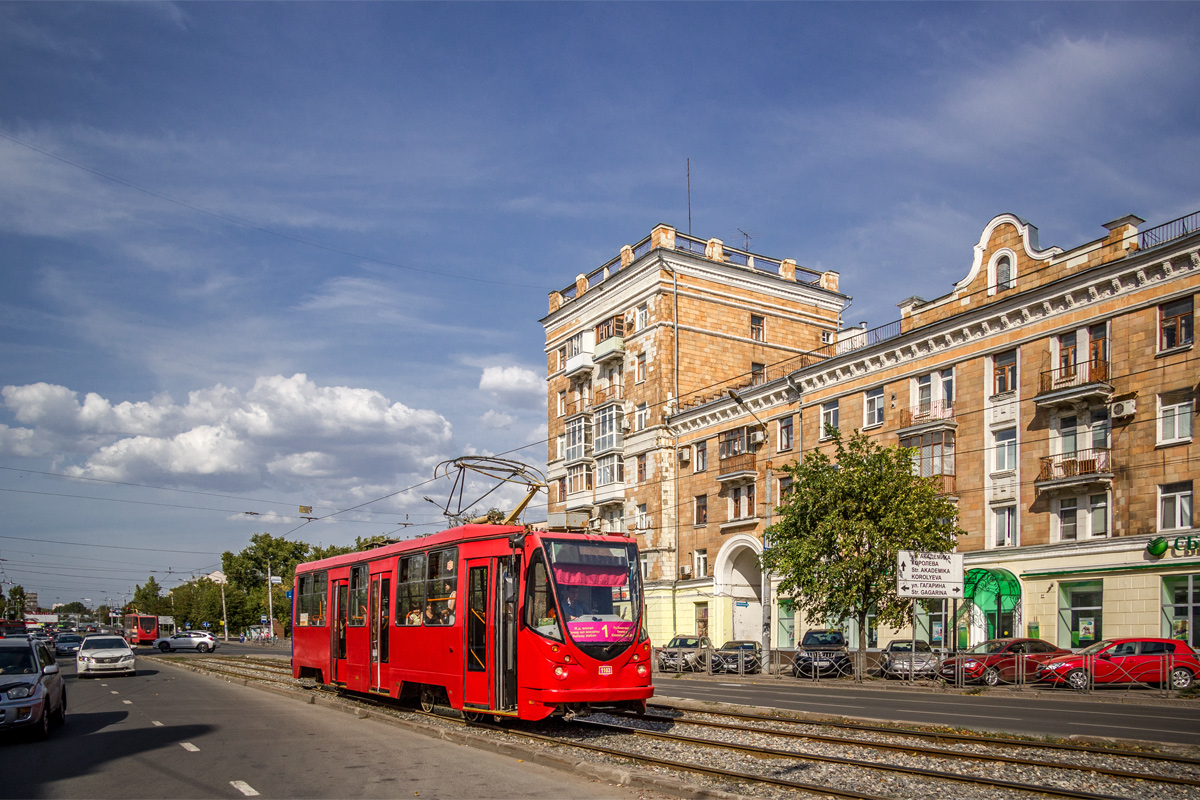
ЛМ-99АВН в Казані
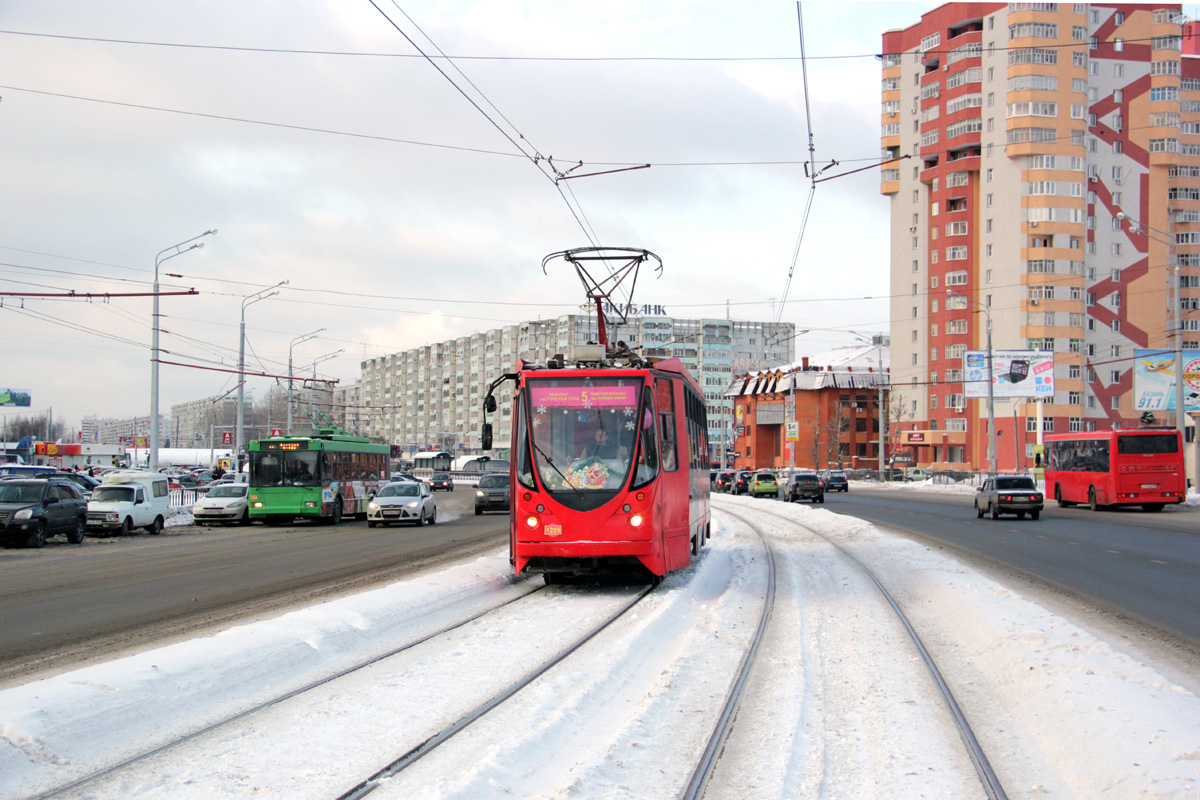
ЛМ-99АВН в Казані
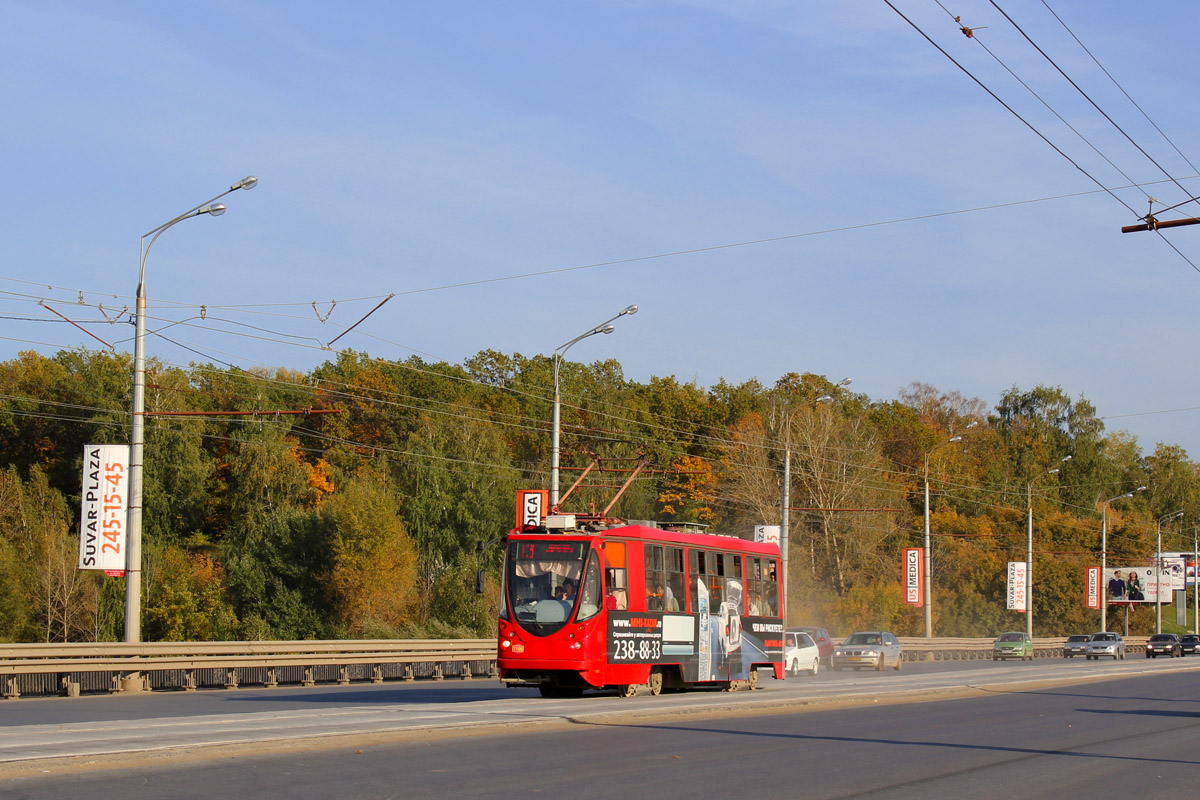
ЛМ-99АВН в Казані
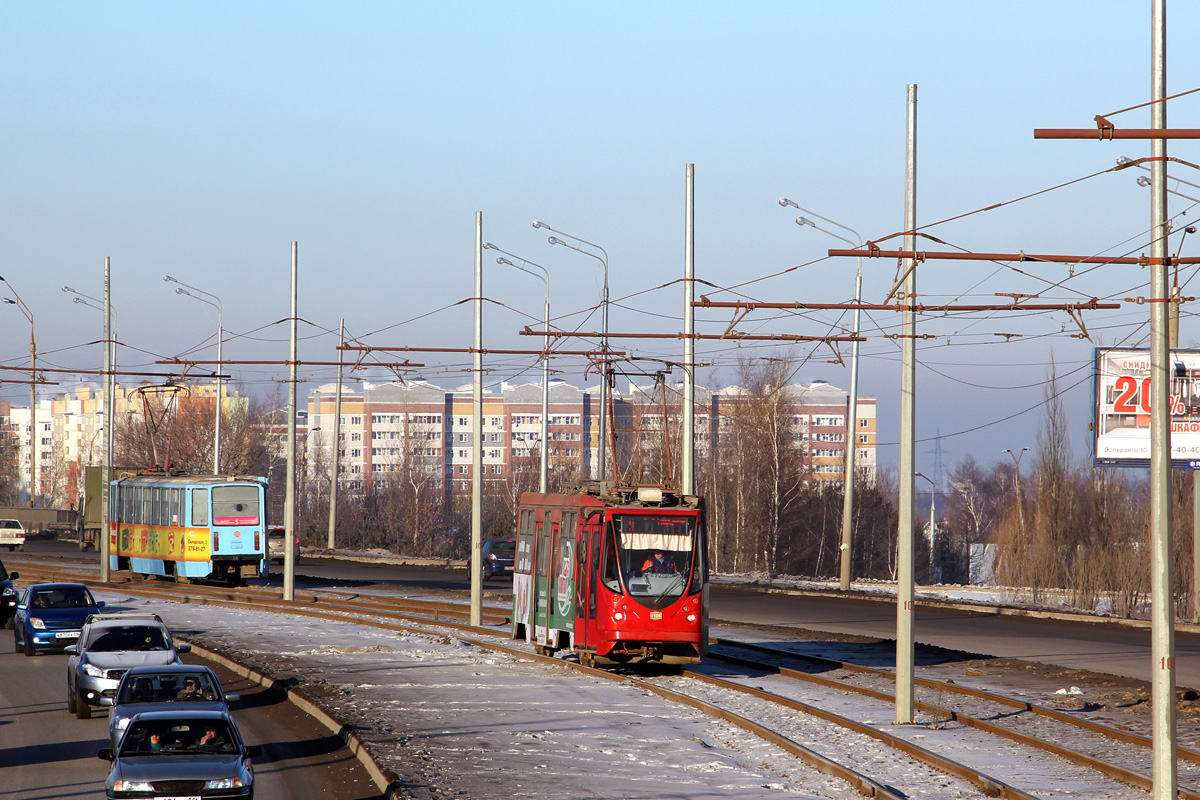
ЛМ-99АВН в Казані
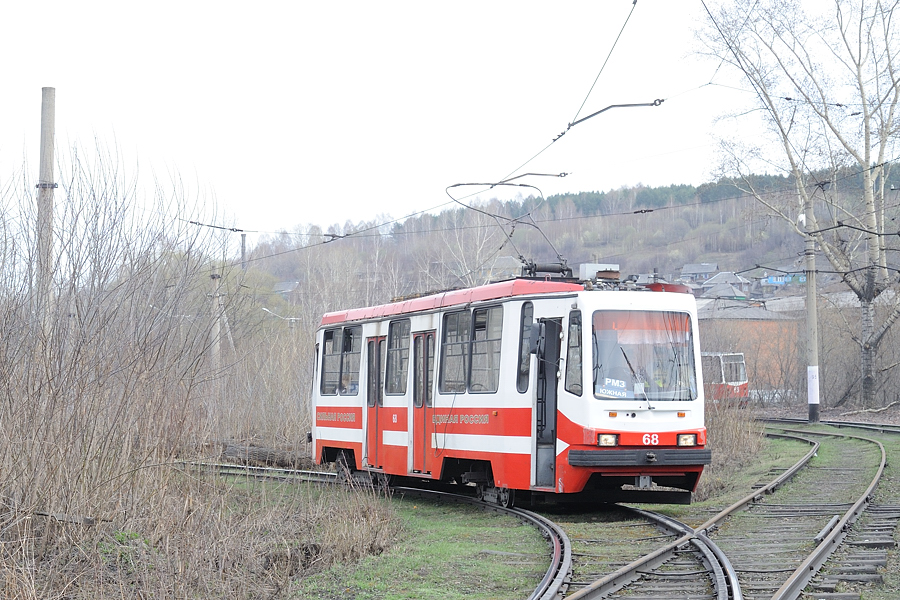
ЛМ-99К в Осинниках
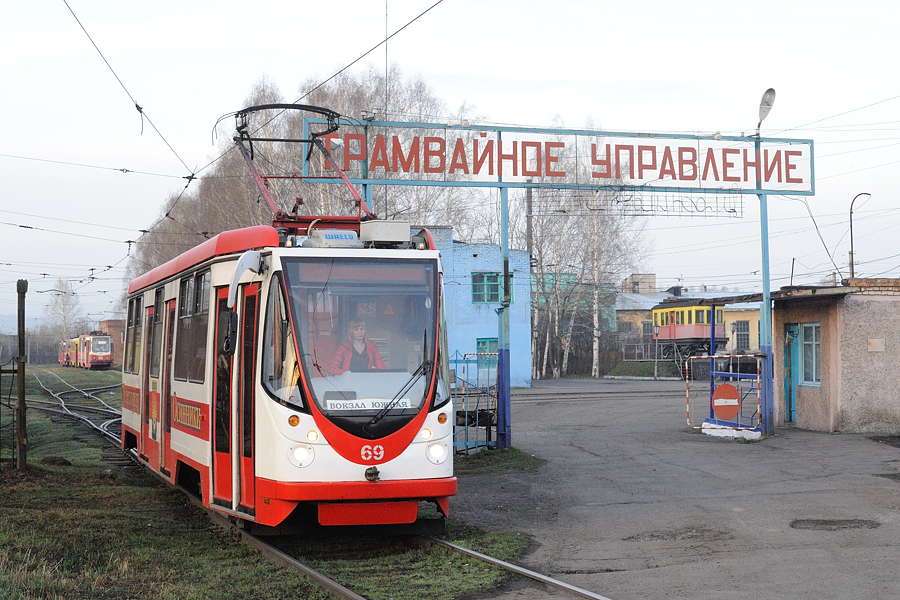
ЛМ-99АВН в Осинниках
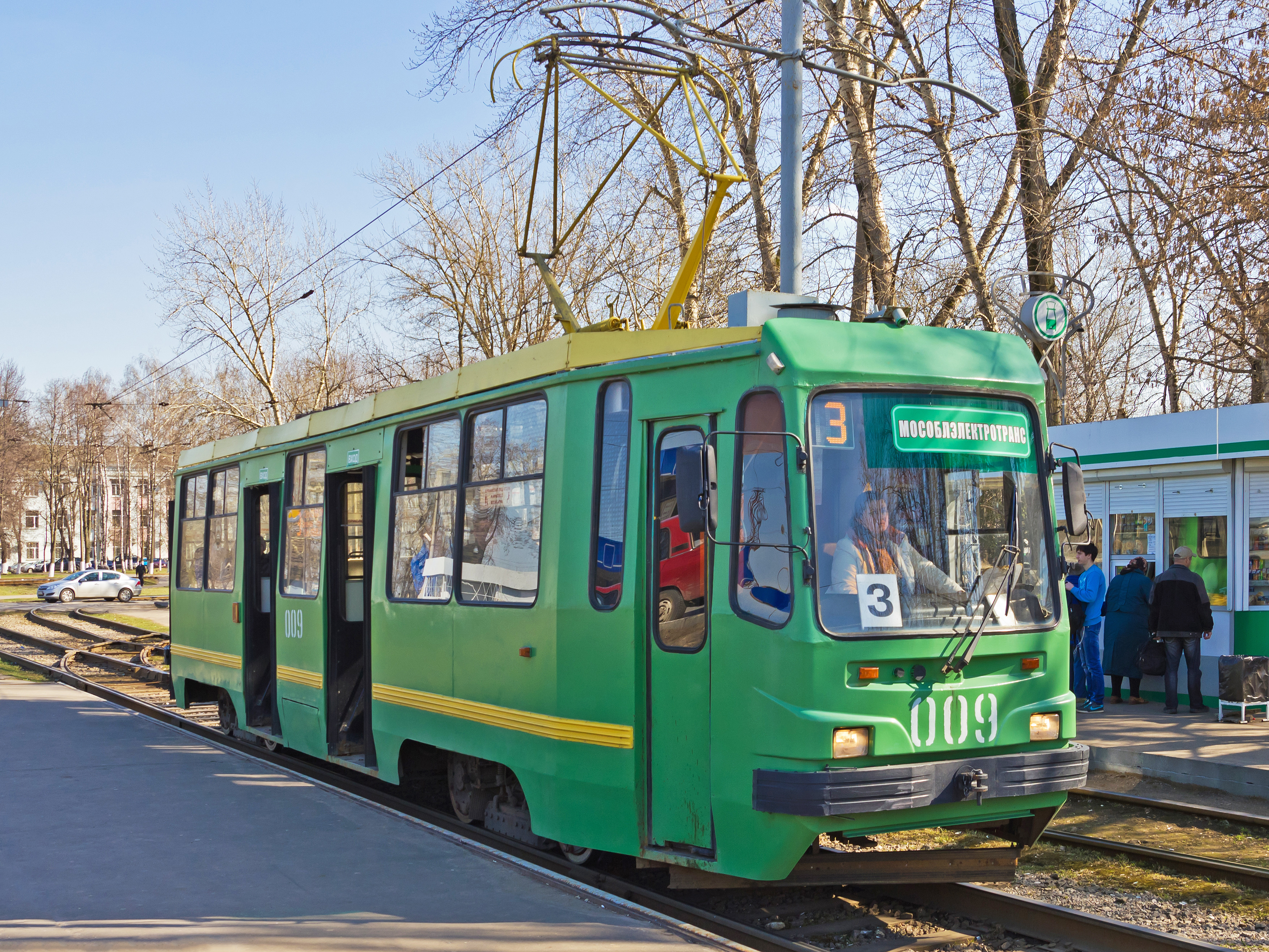
ЛМ-99К в Коломні
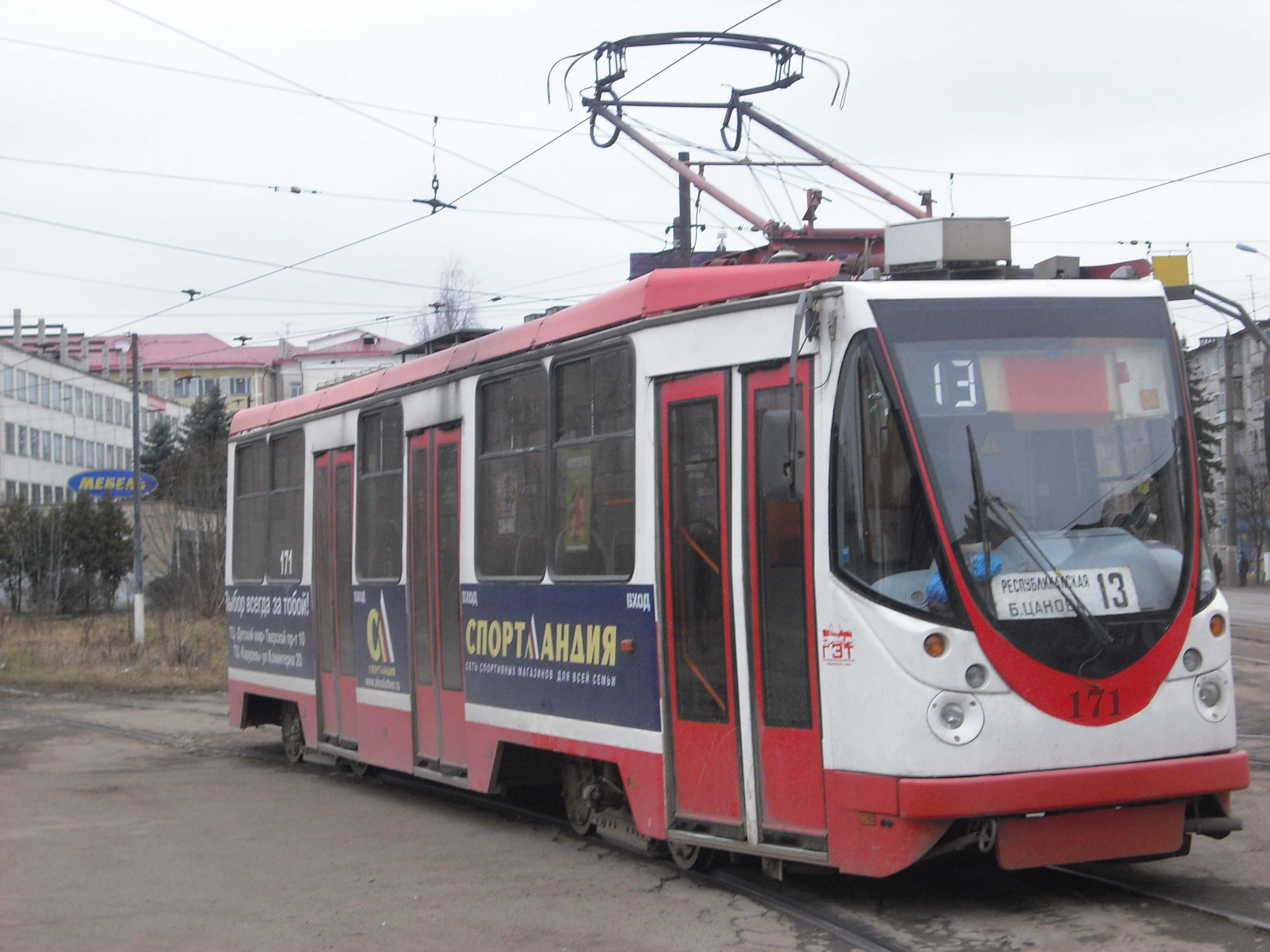
ЛМ-99АВН в Твері